# 白竜 (漫画)
『白竜』（はくりゅう）は、原作：天王寺大、作画：渡辺みちおによる日本の漫画、またそれを原作とするオリジナルビデオ。1996年から『漫画ゴラクネクスター』（日本文芸社）にて連載が開始されたが、その後同誌が休刊となったため、『週刊漫画ゴラク』（日本文芸社）に移動し連載された。その後舞台を渋谷から六本木に移し、直接の続編『白竜LEGEND』（はくりゅうレジェンド）として連載された。2016年からはさらなる続編『白竜HADOU』（はくりゅうハドウ）が連載中である。

## 概要
構成員わずか約40人の黒須組を率いる若頭・白竜こと白川竜也を主人公としたヤクザ漫画で、もっぱら黒須組のシノギとそれに絡んだ他組織・企業との抗争を描く。エピソードの中には現代社会の事件を素材にした話（西都鉄道編、医療ミス隠蔽編、オリオン編、原子力マフィア編等）も存在する。話数カウントは「暴力の○」（『LEGEND』でも同様）。
単行本は『白竜』全21巻、『白竜LEGEND』全46巻、『白竜HADOU』既刊35巻。このほか、連載を中断した「原子力マフィア編」が『白竜LEGEND原子力マフィア編』として、上下巻の別編として刊行されている。「大相撲野球賭博編」など、現実で問題になるより先に題材として取り上げることが近年は多い。

### 原子力マフィア編の中断・再開
2011年2月より連載中であった「原子力マフィア編」は、同年3月11日に発生した東北地方太平洋沖地震に関連して発生した福島第一原子力発電所事故における状況・および被害状況の深刻さに配慮されたことにより、3月18日発売の4月1日号の掲載をもって中断し、連載は次のエピソードに移行した。中断された章の最後の回は雑誌が既に印刷されていたため差し替えが間に合わず、地震による事故後の掲載となった。2013年8月23日発売の同年9月12日号より中断された回から再開されたが、その結末は震災が関わる内容となっている。

## 登場人物

### 黒須組
渋谷を拠点とする独立系組織。元は練馬の組織で組の規模は40人ほど。『LEGEND』では六本木に進出している。
判明しているものは年齢も記載するが、作中での時間経過の状況は不明。
白川 竜也（しらかわ たつや）
本作の主人公。通称白竜。暴力団・黒須組若頭。一時期組長代行だったが現在は若頭に戻っている。常に冷静沈着で、ほとんど感情を表に出さない。年齢は判明していないが30過ぎとされている。頭の切れる人物であり組の勢力拡大のためなら非情な手段も取るが、一方で組員たちとは家族同然の強い信頼関係にある。 その行動から他のヤクザには恐れられるものの子供好きを思わせる一面もあり、知り合った子供のために示談で得た金を全額渡す、園児のために保育園を利益度外視で豪華に改装するなどしている。都内の一流大学法学部出身で特に法律に精通している。同窓生には役人からヤクザまで居るという。大学時代以降の詳しい経緯は明らかにされていないが、黒須組が練馬区で旗揚げする以前、黒須がタイで活動していた頃から行動を共にしており、ヤクザにならず大学に行くよう指示したのも黒須だった。黒須組長が衆議院選挙に出馬した際、二代目組長に就任するよう黒須より要請されるが、「オヤジさんが戻ってくる場所はいつでも空けておく」と言って組長就任を固辞し、しばらくは組長代行の座についていた。哲学からクラシック音楽、美術などにも造詣が深く、時にそれらをシノギの手段ともする。初期は事務所でゲーム機で遊んでいる姿も見られたが、現在は新聞を読んでいることが多い。女性に対しては淡白な一面、あるいは弱い一面がある。
シノギには極めて鋭敏な感覚があり、金のニオイを嗅ぎつけた時、黒須に対して伝える「オヤジさん。この一件、私が仕切らせていただきます」が決め台詞で、その時にはコマのバックに龍が描かれる。
「LEGEND」の最終エピソードである「地の果て海の始まり」編で、その出自がタイであり、生まれの名が「リュウ」であったことが明かされる。日本人のような容姿の自分の出自に疑問を抱いていたが、同郷の少女メーオのトラブルに関わり故郷を離れ、バンコクで黒須と出会い、メーオを追って来日。自分が通信会社「サイバー・バンク」創業者の狩場曜一郎の子であり、日本人女性の卵子を使いタイの代理母に産ませた子だったことを知る。
なおタイでの事件で名目上「リュウ・シンラット」は死亡しており、不正な手段で取得した日本人としての戸籍上の本名は「野沢義男」。「白川竜也」も黒須が与えた通称名である。
黒須 勘助（くろす かんすけ）
黒須組組長、48歳。白竜に絶対の信頼を置き、侠気あふれる人物ではあるが一方で女好き。他組織との抗争中に組事務所を抜け出して呑みに出かけたり、色情狂な愛人の行動を組員に見張らせるなど、自分の気分や都合を優先して空気を読まない部分もあるが、白竜曰く「人を惹きつける才能がある」とのことで多くの人間から慕われている。高所恐怖症。かつて妻を覚醒剤で亡くしたことから、組内では薬物を扱うことは禁じている。この禁を自ら破ったことの顛末が本作の最初のエピソードであり、これ以降は薬物の禁止体制を継続している。 知り合いからある政治家の資金集めパーティのチケットを購入して出席したが、その席で面子を潰された事に怒りを覚え、衆議院選挙に出馬しその政治家を落として自分が国会議員となり、しばらくは組長を退き議員を務めている。器が大きいため、多くの人から慕われ頼られる事も多い。格闘には弱く見えるが、チンピラ程度なら束になってもかなわないほどの強さをもっている。また、銀座のホステスに挑発された際に本気で店の酒を飲み干そうとしたり、スポーツマンでもある剛野とのサウナ対決では意識を失いながらも1時間以上も耐え抜いて勝利するなど凄まじい根性の持ち主。
黒須組を立ち上げる前は大手組織の系列の組で若頭を務めていたが、自身の親分に愛想が尽き、独立するために一攫千金を狙ってバンコクへやってきた。そこで日本人用の裏カジノを始めようと考えるもその資金を光村に騙し取られる。しかし、成り行きで買ったサーイがきっかけでリュウ(白竜)と接触し、協力関係となる。彼の度胸や頭の回転を高く評価し、白い肌の持ち主だったリュウを「まるで『白竜』だな」と評した。リュウの悲惨な過去を知って涙を流し、残ったわずかの資金でカジノを開業し、店が軌道に乗ったことをリュウに感謝しつつメーオを買い戻すための金を渡した。リュウが冤罪で逮捕された際には彼を救い出そうと手を尽くし、強い信頼を見せた。その後は日本に戻ってリュウと共に練馬で黒須組を立ち上げ、表向きは死亡した彼に日本での戸籍と「白川竜也」という通り名を与えた。
田代 輝人（たしろ てるひと）
黒須組若頭補佐。28歳。頭が固く細かい事に拘るタイプ。少年時代に家庭の事情で家出して黒須に拾われて可愛がられた。そのため20代で幹部を務めている。女性関係には非常に弱く、それが原因で追い詰められた事もある。
佐田安啓二（さだやす けいじ）
黒須組組員。36歳。額に悪の一文字(入墨と思われる)がある。主要な黒須組若衆の中では唯一の妻子持ちであり、実子の有名私立中学受験に際しては白竜に保護者面接を代わってもらった。組員の中では格闘系タイプ。
若菜ケンジ（わかな けんじ）
黒須組組員。24歳。田代の舎弟として登場、組内のご法度である薬物に手を出し、売人も行っていたことを白竜に見抜かれ制裁を受けたが、以降は組の主要メンバーとして活躍する。制裁を受けた際、割れた瓶で白竜に滅多刺しにされた額の傷はその後も残っている。白竜からは男として信頼されており、裏カジノ襲撃事件で剛野組に拉致された時は拷問に耐え抜いた。女絡みや組の慰安旅行の際など本人の意思と関係なく剛野とトラブルになる事が多い。70歳を過ぎた母親が田舎におり、ケンジは8年前に家出してから1度も会っていないという。
浜中ヨシキ（はまなか よしき）
黒須組組員。22歳。野球賭博や相撲賭博の元締めを白竜から任されている。銀行員の男性と結婚している姉がいるという。
畠田 利夫（はただ としお）
黒須組の新入り組員として登場。28歳。3年前まで大手製薬会社「世界製薬」に勤務していたが、新薬開発の名目で行われた人体実験の餌食となり退職した過去を持っていた。 気弱な性格で、学生相手に怖気づく姿を弟分の鮫川に目撃され馬鹿にされることもあったが、白竜から与えられた試練を乗り越え一人前の極道として成長する。 偶然立ち寄った小料理屋「菜の花」の女将・美佐子と恋仲になり結婚。小料理屋を営むカタギとなり、黒須組を抜けた。
『番外編』でも登場し、美佐子がいながらフィリピン人のホステス・ジェニーに浮気をしていた。彼女の借金返済のために極星会と揉め、店を畳もうとするも白竜のお陰で解決した。事件後は美佐子を大切にするように白竜から説教され、心を入れ替えた。
鮫川 順也（さめかわ じゅんや）
黒須組組員。20歳。ヨシキと対立した暴走族のリーダーとして登場。白竜との対決に破れたのち、勝手に組員として参加するようになった。組内では「サメ」と愛称で呼ばせている。兄貴分の利夫の臆病さを馬鹿にしつつも、彼がみかじめ料の揉め事の件で荒巻組に話をつけに行くよう白竜から命じられた際には心配して同行を申し出るなどもしている。
黒須組の若手の中でも凶暴な性格で知られるが、女手ひとつで育ててくれた母親を慕い、旅行に毎年欠かさず連れて行く親思いの一面を持つ。しかしそれ故に、黒須組の壊滅を目論む警察に母親を人質にするかのような脅しの標的とされたこともある。後に医療ミスが原因で母親を亡くしたが、復讐のために破門を願い出たサメに対し白竜がただ殺して終わるだけの復讐を止める代わりに、その事実を元に病院を脅して清掃業者を入れさせ、その会社をサメに任せている。
初登場時は他人を痛めつけたり逆に殺されそうになった時に快感を感じる変態的な一面を持っており周りからは引かれていたが、黒須組加入後は前述の一面はあまり見られなくなった代わりに組員達の股間を触るなど男色の気があることを窺わせた。また、黒須に殴られて泣き出すなどコミカルに描かれることもある(次第にこれらの面は見えなくなった)。
ヒロシ
黒須組組員。組員の多くが逮捕された際に、残っていた新入りとして登場。しばらく白竜と共に行動していたことで立場を強め、以後主要メンバーと肩を並べるようになる。その際、他組員たちとのトラブルでゲイであることが発覚した。剛野がゲイであると予想し篭絡を目論むが失敗、怒りを覚えた剛野に発砲され拘束されたが、白竜の交渉により救出された。腕は確かで、凶暴な一面もあり、ゲイである事を馬鹿にした一般人に暴力をふるい、ケンジに「最強のゲイ」と言わしめた。当初はゲイであることを隠していたのか口調も普通だったが、いつの間にかオネエ言葉になっている。学歴があるのか不明だが数字に強い面を見せており、企業の不正の証拠を探す等で膨大な資料を洗う時は率先して白竜を手伝う事が多い。白竜がシノギを理由に問題に関わる際、その関係者に女性がいた場合は「女性を襲わない」という理由でボディーガードにつくことが多い。気配りが利き、料理などの家事もこなし、子供の面倒を見ることもある。
『HADOU』で高坂浩史という本名と名家の出であることが判明したが、文武両道な異母兄と常に比べられてきたらしく、後妻の子供という理由で冷遇されて家出した過去を持つ。加えてヤクザであることから異母兄には半ば勘当されている。
新田亜利沙（にった ありさ）
黒須組組員。銀座のナイトクラブ・騎士の新人ホステスで白竜の席についても恐れる様子を見せない気丈な美人。元は伝説のレディースとまで言われた暴走族のヘッド。鷲中に犯されたため彼を殺そうとしたが白竜に止められる。白竜の才知と行動力に惚れ込み黒須組組員となったが、その際組加入の条件として白竜に命じられた困難な任務(色情狂である黒須の愛人・ミーナの面倒を見る)を見事にやり遂げている。ただし『LEGEND』の第1話を最後に登場していない。

#### 黒須組関係者
新見 肇（にいみ はじめ）
平成不動産社長で黒須組の企業舎弟。36歳。白竜の指示である絵画作品の本物を60億円で落札した。
その後も度々登場し、ファンタジーランド建設時には表立って動けない白竜の代わりに事業に参加したり、かつて組を抜けた利夫の近況を白竜に教えたりした。
アンジェリーナ
黒須の愛人の1人で度々登場するフィリピン人の女性。黒須との仲は良好らしく、彼も「銀座のナンバーワンよりも自分を満足させてくれる」と評している。元々は錦糸町の店にいたらしいが、『番外編』で六本木のフィリピンクラブ「セクシー」のママになる。

### 王道会
『LEGEND』で登場した六本木を拠点とする関東最大の広域暴力団。本家のほか、現在のところ二次団体は剛野組・若潮組・田町組・邪道会・西脇組・睦美一家・海江田組が、三次団体以降は経勢会・大和川組・中庭組・赤十条組が登場している。

#### 本家
大城 重樹（おおしろ しげき）
王道会本家会長。60歳。構成員約8000人とされる関東最大の組織・王道会のトップであり、関東極道界の首領として君臨する。海江田によると六本木出身とのこと。また、前妻(おそらく絵美里の母親)には先立たれている模様。歳をとってから授かった娘(絵美里)を大切にし、その溺愛ぶりは彼女に近づく男を撃ち殺そうとする程。しかし、同時に彼女に対して甘く頭が上がらないため、剛野には「モーロクオヤジ」と毒づかれたこともあるが、一方で彼を震え上がらせる威厳を持つ。絵美里の素行を正すために白竜を呼び寄せるも彼女を折檻した白竜に対して日本刀を振り回して激怒する。しかし、絵美里が覚醒剤中毒であることに気づかなかったことと彼から父親としての在り方を説かれたことを受けて自らの非を認め、彼女を病院へ連れて行った。また、理事長補佐の海江田や後妻の安奈を使って剛野をテストしたこともあり、その都度困難を切り抜ける剛野を後継ぎとして期待している。
『HADOU』でも登場し、突然の引退宣言をして剛野を跡継ぎに指名したが、引退生活に飽きたため再び会長に復帰した。また、60歳でありながら引き締まった身体の持ち主でサーフィンや急勾配でのスキーに興じるなどアクティブな一面もある。
大城絵美里（おおしろ えみり）
20歳。王道会会長大城重樹の娘(長女)。大城が年をとってから生まれた娘のため溺愛されている。父親の威光を利用して取り巻きの男たち相手に威張っていたが、白竜にその取り巻きたちを一掃され、更に自らも折檻という形で犯される。しかし、それが逆に快感となる。その後、白竜が絵美里の家庭教師として王道会に招かれた際にその快感を得ようとするも覚醒剤中毒である事が判明し、白竜からは本当の意味で折檻を受ける。その後は彼に諭された大城によって病院に連れて行かれた。
大城 安奈（おおしろ あんな）
大城重樹の後妻。元大学生でキャバ嬢だったが、大城に懇願されて後妻となる。大城とは40近く年齢が離れているが、剛野からは「姐さん」と呼ばれている。親ほど年齢が離れている剛野に対しても強気な姿勢を見せ、彼からは内心想いを寄せられている。一度大城が剛野をテストするために協力し、色仕掛けをするも「親の女に手は出せない」という固い意志から断られた。
『HADOU』でも登場する。

#### 王道会直系 剛野組
剛野 一成（ごうの かずなり）
王道会本家理事長・剛野組組長。42歳。王道会のNO.2であり、事実上六本木を取り仕切る大幹部。黒須組が六本木に事務所を構えた直後には自ら出向いて出て行くように命令するが、白竜の戦略により1度は退くことになる。また、自身が苦戦していた地上げを白竜が簡単に解決したことで結果的に下手を打ってしまうが、取引相手の社長に制止されて渋々矛を収めた。その後は若頭赤石の謀反(立場を無視した躾による怒りと本人の野心が原因)で経営する裏カジノが襲撃され、自身の非を認めながらも極道としてのケジメをつけるために赤石を射殺する。 自他共に認める超武闘派で、体を鍛え上げているが、黒須からは「キン肉マン」と呼ばれた事もある。普段はワンマンタイプで風下に立つことが大嫌いだが、筋の通らないことは決してやらず薬物も禁じている。カジノ襲撃事件以降も白竜と事あるごとに戦っており、毎回手玉に取られるも決着らしい決着は着いていない。我慢すると身体中に蕁麻疹が出る。ヒロシの一件で意図せずゲイに目覚めてしまったことを窺わせたが、詳細は不明。大城からは厚い信任を受けて次代の王道会を継ぐべき者として指名されている。
『HADOU』でも登場し、相変わらず白竜に手玉に取られることもあるが、一方で友好的とは言えないまでも黒須組とはある程度話が通じる関係になりつつあり、初期の激しい抗争状態という緊張感は薄れてきている。大城の引退宣言及び跡目の指名を受けて有頂天になっていたが、胃癌を宣告されて弱ってしまった。自分がいなくなった後の王道会の将来を憂い、断腸の思いで外様の白竜に王道会会長になってくれるよう懇願したが胃癌が誤診だったため、事なきを得た(誤診した医者には鉄拳を喰らわせた)。なお、王道会の跡目の話は引退生活に飽きた大城が戻ってきたため、白紙に戻ってしまった。また、白竜によると歯槽膿漏を患っており、彼から口臭を指摘されたことと「放置していれば命に関わる」と言われて治療した模様。しかし、それでも組員達には「魚臭い」と言われるなど口臭に悩まされていることを窺わせた。
赤石 誠（あかし まこと）
王道会剛野組若頭。32歳。厳しすぎる剛野に反発し、六本木に巣喰う不良外国人を使って剛野のカジノを襲わせ黒須組を犯人に仕立て上げる事によって剛野を失脚させようとするが、白竜によって計画が暴かれ真犯人の不良外国人と共に剛野に射殺された。
柳川 晶（やながわ あきら）
王道会剛野組若頭補佐(初登場時・後に若頭に昇格)。28歳。剛野には忠実であり、血の気が多く武闘に走りがちな剛野を良く抑える。剛野も赤石の件で多少反省したのか、彼の進言は比較的聞き入れている。赤石亡き後剛野組若頭はしばらく不在だったようだが、特別編にて彼が若頭に昇格している。
佐々木次郎（ささき じろう）
王道会剛野組幹部。32歳。白竜を探し回っていたときに偶然彼と鉢合わせ、揉めるも発砲されて舎弟共々失禁した。また、剛野の命令で六本木のラーメン屋の土地買収を担当した。サディストで赤石の命令でケンジの拷問を行なったが、白竜に報復されて殺された。
吉岡 又一（よしおか またかず）
王道会剛野組組員。24歳。佐々木・伊藤とともに白竜と揉めるも発砲されて失禁した。
伊藤 三次（いとう さんじ）
王道会剛野組組員。23歳。佐々木・吉岡とともに白竜と揉めるも発砲されて失禁した。また、明美という妻がいるらしく、彼女に手を出し、「尻軽」と呼んだ兄貴分の代々木と喧嘩をして柳川に止められていた。その後は代々木が剛野によって病院送りにされたことで和解した模様。
代々木（よよぎ）
王道会剛野組組員。伊藤の兄貴分で彼の妻に手を出したらしく、伊藤と喧嘩になっていたが、大城の後妻・安奈に大城の浮気矯正を命じられていた剛野に病院送りにされた。その後は伊藤と和解した模様。
柿崎 忠義（かきざき ただよし）
極道ではないが、王道会剛野組が経営するカジノ「ゴージャス」の支配人。48歳。虚言癖や誇張癖があり、発言に矛盾を生じさせる。そのため、しばしば剛野にその矛盾点を問い詰められては殴られている。
トニー青木（あおき）
赤石が秘密裏に抱えている不良外国人の1人。薬物の売人で3人の中では唯一完璧な日本語を話す。ダンスが上手く、女性からモテている描写がある。普段は気弱なフリをしているが、自身に絡んできたチンピラを裏で殺害するなど本性は残忍で執念深い。カルロス、ハロルドと共に赤石の指示を受けて「ゴージャス」を襲撃する。その後は高飛びする予定だったが欲をかいてしまい、他の剛野組系列のカジノを襲撃しようとしたところを白竜に捕まり、最後は剛野に射殺された。
カルロス・アウグスト・リベイロ
赤石が秘密裏に抱えている不良外国人の1人。ルックスが良く、普段はホストクラブで働いている。トニー、ハロルド共に赤石の指示を受けて「ゴージャス」を襲撃する。その後は高飛びする予定だったが欲をかいてしまい、他の剛野組系列のカジノを襲撃しようとしたところを白竜に捕まり、最後は剛野に射殺された。
ハロルド・ジ・アシス・モレイラ
赤石が秘密裏に抱えている不良外国人の1人。3人の中では最も体格が良く、人を片手で持ち上げたり、裏拳で吹っ飛ばす程の怪力の持ち主。普段はクラブやパブの用心棒として働いている。トニー、カルロスと共に赤石の指示を受けて「ゴージャス」を襲撃する。その後は高飛びする予定だったが欲をかいてしまい、他の剛野組系列のカジノを襲撃しようとしたところを白竜に捕まり、最後は剛野に射殺された。

#### 王道会直系 海江田組
海江田守国（かいえだ もりくに）
王道会本家理事長補佐・海江田組組長。32歳。自分より強い男が大嫌いでそれがたとえ部下であっても容赦なく処分する冷酷さを持ち、それは極道としての強さだけでなく将棋などあらゆる勝負事も含まれる。剛野が投げた机をパンチで粉砕する、ヒロシの歯を折るなどの腕っ節の強さと相手の頭に躊躇なくバットをフルスイングする危険さを併せ持ち、恐怖政治で組を仕切っている。末席幹部からのし上がるために剛野の地位を狙って王道会月例幹部会で緊急動議として剛野の理事長職退任を提案する。さらに剛野を無視して六本木に足を踏み入れ、剛野を引き摺り下ろす運動を展開する。剛野の理事長信任投票の当日、控室に単身で乗り込んで来た剛野により首をへし折られて殺害された(死因は心臓麻痺とされた)。大城も組織の長としては中立を保っていたものの、心情的には剛野寄りであり、跳ね返りの海江田を良く思っていなかったようで、その死はあっさりと片付けられた。
島田 賢作（しまだ けんさく）
王道会海江田組若頭。36歳。海江田の側近として振る舞い、常に行動を共にする。剛野の理事長信任投票日も海江田の側に控えていたが、控室に来た剛野から席を外すように言われ、外していた最中に海江田が殺されてしまう。その後は多数の組員を連れて剛野を殺そうとするも彼の気迫と「二代目組長としてバックアップする」という言葉に圧されて渋々手を引いた。
貝塚（かいづか）
王道会海江田組組員。海江田によると将棋の学生チャンピオンとのことで彼と対局した際には本気で来るように言われる。対局では逃げ道を塞いだ上で王手を取るも自分より強い男が許せない海江田から制裁を受ける。

#### 王道会直系 西脇組
親分達はいずれも王道会本家幹部であり、剛野の理事長信任投票では海江田の根回しから剛野に不信任の態度をとっていたが、海江田の変死と剛野への恐れから全員が彼に信任の票を入れた。なお、劇中の描写から王道会本家の幹部は剛野組と海江田組、上記の5団体の他にもあと5団体いる模様。剛野からは「ボンクラの集まり」と言われている。

#### 王道会系 経勢会
時岡 修身（ときおか おさみ）
王道会の枝である経勢会会長。56歳。弘樹という実子を溺愛する子煩悩な一面もあり、本人は「星空保育園に子供を預ける親の気が知れない」と吐き捨てている。六ツ木不動産のケツモチであり、苦戦している六ツ木に園児を襲わせ、自身は来栖川を拉致するも彼女の正体を知ってしまう。その後は白竜によって子供を人質に取られ、逆上して白竜を殺そうとするも失敗。更に星空保育園の子供達と楽しく遊ぶ弘樹を見て地上げから手を引いた。
ナナハン野郎（仮称）
経勢会組員。名称不明。星空保育園の地上げの件でメンツを潰された復讐として白竜を幾度もバイクで襲撃するもニセ白竜を利用した白竜達に捕らえられる。

#### 王道会系 大和川組
大和川誠二（やまとがわ せいじ）
王道会の三次団体・大和川組組長。65歳。心臓に持病がある。大竹の提案でオパールカードを食い物にしようとするもオパールカードに協力した白竜の計画で服役をチラつかされ、渋々手を引いた。
大竹 英司（おおたけ えいじ）
大和川組幹部でヤマトリバー金融社長。32歳。自身の金融会社に借金をしていた青池という男を利用してオパールカードの顧客情報を引き出し、口止め料として10億を要求するも白竜に刑事告訴と大和川の服役をチラつかされ、告訴の取り下げを懇願した。
森山 治（もりやま おさむ）
大和川組員。26歳。大竹と共にオパールカードを食い物にしようとするも白竜の計画で手を引いた。

#### 王道会系 中庭組
遠野 和彦（とおの かずひこ）
王道会の三次団体で剛野組の二次団体・三代目中庭組組長で剛野組の渉外部長も兼任している。東都大学法学部卒業の所謂インテリヤクザであり、その頭脳は剛野と柳川からも信頼されている。黒須組を六本木から消すために白竜を狙い、そのために田代に愛人を使って接近して彼に王道会へのヘッドハンティングを持ちかけ、赤十条組組長に就任させる。その後はグルだった愛人や赤十条組組員を使って田代の弱みを握り、白竜を暗殺させようとするも、田代と白竜の信頼関係により失敗。最後は剛野に切り捨てられ、破門された模様。

#### 王道会系 赤十条組
埼玉県川口市を拠点とする王道会系の組織。何次団体かは不明だが、剛野曰く「お荷物」で田代を加入させる作戦にも使われていたので三次団体以降の末端組織である模様。劇中では少し前に組長が死去し、後任として田代が迎えられかけたが組員の数は4人ほどで素行も悪く、彼からは「愚連隊」と呼ばれていた。また、ほぼ全員の組員が覚醒剤中毒の模様。

### 仁勢組
『LEGEND』で登場した関東で王道会に次ぐ勢力を誇る巨大組織。白竜とは銀座戦争、東京空港の拡張工事と2度にわたって衝突した。
赤垣源治郎（あかがき げんじろう）
仁勢組組長。53歳。切れたら何をするか分からない怖い男で黒須からは「狂犬」とまで言われている。銀座戦争では蒼和会分裂に乗じて銀座を手に入れようとするも白竜の計画で失敗、煮え湯を飲まされる。空港工事では越中建設の後ろにつき、彼らを揺する黒須組を一度は引かせる。その後も越中の依頼で岡村を脅すなどしたが、事件の過程で「脅迫組長」とモザイク付きで世間に公開された上にまたもや手を引かされた。

#### 仁勢組直系 恵比洲会
成田 孝則（なりた たかのり）
仁勢組の二次団体・恵比洲会幹部。36歳。若豪快の野球賭博の一件で吉行のバックにつくも依頼を受けた黒須組に愛人を人質に取られ、渋々引き下がった。その後は相撲賭博の事実を知ったことで白竜を暗殺しようとするも返り討ちに遭い、射殺された。

### 長谷川会
『白竜』で登場した関東最大(と書かれているが王道会などと比べてどちらが強大なのかは不明)の広域暴力団。
長谷川望外（はせがわ ぼうがい）
長谷川会会長。57歳。黒須組とは最初から特に敵対関係などがない作中では数少ない組織。傘下の組員には鬼のように恐れられているが、実子の修造には甘く、躾もまったく出来ていなかった。評判の高い黒須を見込んで矯正のために修造を黒須組に預ける。その後は修造が改心したことの感謝としてドーベルマンのタロウを黒須にプレゼントしたが躾が全く出来ていなく、赤ん坊を噛み殺そうとしたためにケンジに射殺された。しかし、四国の兄弟分が飼育している土佐犬とどちらが強いかで口論となり、タロウの一時返却を申し出た。これを受けた黒須がそっくりなドーベルマンを替え玉として渡すも即座に見破って激怒し、ケンジを斬首しようとしたところを白竜に真実を打ち明けられて自らの非を認めた。しかし、直後に替え玉が兄弟分の土佐犬を叩きのめした事で「タロウの再来」と歓喜して替え玉を引き取った。これを受けた田代を始めとする黒須組組員たちからは「懲りないやつ」と呆れられたが、白竜は「愛すべき人物かもしれない」と評した。
長谷川修造（はせがわ しゅうぞう）
長谷川会会長・長谷川望外の実子。かなり大柄な体格かつ凄まじい怪力の持ち主でゲーム機を引っこ抜く描写がある。父親の威光を使って暴虐の限りを尽くしていたところを黒須組に預けられる。そこでもやりたい放題していたが白竜に制裁を受けた後、父親の威光が及ばない関西浜本組の賭場荒らしに付き合わされたことで白竜の気迫と器量を肌で感じて改心した。

### その他の関東系組織

#### 関東総連合会
『白竜』に登場した組。
藤堂 平吉（とうどう へいきち）
関東総連合会会長。64歳。筋を重んじる性格だが天野からは「老いぼれ」と呼ばれる。白竜から黒須組と天和会の仲裁を打診されるも仲裁の難しさ及び条件の悪さから消極的だったが、2億円と引き換えに引き受ける。当初は天野の断固たる姿勢から仲裁に苦戦していたものの天和会のイカサマ(白竜が組員にそう証言する様に脅した)を聞き、それを材料に仲裁を成立させた。

#### 大沢一家
『白竜』に登場した組。
新道 一徹（しんじょう いってつ）
大沢一家幹部。38歳。武道の達人で師範からは「一時代を築ける実力がある」と評されるほど。実際、自身より体格の良い男を裏拳一発で戦闘不能にしている。自身に冷や汗をかかせた白竜とサシの勝負をしようとするも「所詮はルールの中でしか戦えない、ヤクザに向いてない」と一蹴され、撃たれる。今際の際に「勝負は初めからついていた」と悟り、事切れた。

#### 上岡組
『白竜』で登場した組。
沢渡 俊介（さわたり しゅんすけ）
上岡組の企業舎弟で沢渡経営リサーチ社長。34歳。吉村証券社長の吉村の若妻・利香のスキャンダルを握って彼に近づき、口止め料をしつこく巻き上げていた。しかし、吉村の依頼を受けた白竜に脅され、手を引いた。

#### 赤竜会
『白竜』で登場した組。
恩田 道夫（おんだ みちお）
赤竜会若頭。36歳。黒須組と同じくハワイのある土地を買ってマネーロンダリングを計画していたことで白竜と対立する。彼と2人きりで船の上で交渉し、潜ませていた子分達を白竜にけしかけるも彼に片目を潰されて手を引かされた。

#### 銀星会
『白竜』で登場した組。
星野 巌也（ほしの いわなり）
銀星会会長。62歳。自身の不在時に白竜に事務所に乗り込まれて発砲されたこと、幹部の平林が引いたことに屈辱を受け、平林に白竜暗殺を命令する。しかし、平林が失敗した上に白竜の報復に遭ったことで引退させられた上に組を解散させられた。
平林 太一（ひらばやし たいち）
銀星会幹部。46歳。上場企業の社長の妊娠した愛人と別れたいと依頼を受けて部下に愛人を襲わせた。その愛人の息子の願いを聞いた白竜に犯人であることを突き止められ、事務所に乗り込まれた挙句に発砲された事で全てを自供し、同時に白竜に対して恐怖を抱いていた。その後は星野に白竜暗殺を命じられる。その後は中野、井下田・岡元をヒットマンに命じるが、彼等が失敗したことで3人を始末しようとするも逆に気付かれて負傷させられる。最後は白竜に報復に遭い、星野共々引退することになった。
中野 孝道 (なかの たかみち）
銀星会幹部で平林の弟分。31歳。元々は経営者を志していたが、成り行きで平林に誘われて極道になった過去を持つ。年長者を気遣う一面もあり、井下田を馬鹿にする岡元を叱る描写もある。社長令嬢の冷子という女性と本気の交際をしており、極道を続けるか足を洗って彼女と結婚するかで思い悩む。しかし、平林に白竜暗殺を命じられてからは余計に極道を辞められなくなり、更に思い悩む。その後は井下田・岡元と共に白竜を襲うも失敗し、平林に始末されそうになるが返り討ちにし、白竜に真実を話した。騒動後は白竜の器量に感動して罪を償うと言って自首し、彼に「年季が明けたら訪ねてこい」と言われた。
井下田芳吉（いげだ よしきち）
銀星会組員。55歳。腕っ節が弱く、シノギも不得意のため、岡元からは無駄飯食らいと馬鹿にされている。大人しそうな中年男性のような見た目のため、彼を見かけた主婦達が極道だと知った際には驚きを隠せないでいた。うだつの上がらない人生に対して悩んでいる。しかし、平林に白竜暗殺のヒットマンに命じられてからは肝が座ったのか近所のチンピラを怒鳴りつけたり岡元をたじろかせたりするようになった。その後は中野・岡元と共に白竜を襲うも失敗し、平林に始末されそうになるも白竜のお陰で丸く収まり、「自分たちの生きられる場所は極道しかない」と自首を躊躇する岡元の背中を押して自首した。
岡元 真一（おかもと しんいち）
銀星会組員。22歳。親もおらず学歴のない自分がのし上がるために極道になった。井下田を事あるごとに無駄飯食らい、根性なしと蔑んでいる。同棲している彼女がおり、彼女に苦労をさせないためには無茶をも厭わないが平和な家庭を望む彼女からは常に心配されている。怖いもの知らずで当初は白竜暗殺を張り切って引き受けていたが、彼女との間に子供が出来てしまったことで彼女や産まれてくる子供の将来を考えるようになり、気持ちに迷いが生じる。その後は中野、井下田と共に白竜を襲うも失敗し、平林に始末されそうになるも白竜のお陰で丸く収まり、井下田に背中を押されて自首した。

#### 荒巻組
『白竜』で登場した新宿を縄張りとする武闘派組織。
荒巻 泰造（あらまき たいぞう）
荒巻組組長。数え切れないほどの抗争を起こし、人生の半分以上を刑務所で過ごしていると言われている。また、彼の前では極道ですらまともに口を聞けないとも言われている。礼儀や作法に厳しく、お茶の出し方一つでも組員に制裁を加えることもある。しかし、実際は筋を重んじる性格であり、みかじめ料のいざこざで利夫の主張と男気を認めて手を引いた。
中島 幸男（なかじま ゆきお）
荒巻組幹部。36歳。自身が面倒を見ているクラブの支店が黒須興業の縄張り内に出来たため、みかじめ料を巡って利夫と揉めた。

#### 金竜組
『白竜』で登場した組。
金原 龍伍（かねはら りゅうご）
金竜組組長。鷲中の依頼を受けて組員に亜利沙を輪姦させて口封じを図るが、黒須組に事務所に乗り込まれて腕を切り落とされそうになり、それと引き換えに1億円を亜利沙への慰謝料として支払った。
篠原 裕二（しのはら ゆうじ）
金竜組若頭補佐。鷲中の依頼で白竜のもとへ乗り込むも足を撃たれた上に口の中に発砲されたことで失禁した。その後は金竜組事務所まで案内させられ、そこでも腕を撃たれた。

#### 清流一家
『LEGEND』で名前のみ登場した組。シノギは博打一本で大正時代から東京を縄張りとする由緒正しい老舗の博徒系組織。戦後の混乱期に縄張り内に王道会が進出し、シノギが被らない事を条件に縄張りを貸して地代を納めさせている。後に黒須組も地代を納めるようになった。

#### 蒼和会
『LEGEND』で登場した銀座の博徒団体が団結した連合体。組織改革の際に内紛で分裂し、そこに介入した王道会剛野組と仁勢組の代理戦争に発展する。
高谷 大輔（たかや だいすけ）
蒼和会会長。45歳。銀座を守るため、組織を改革しようとするも岡元と村木の反発を招き、それに乗じて介入してくる剛野と赤垣の間で板挟みになる。その後は銀座を守るために白竜の提案で手打ちにした後に引退し、新堂に蒼和会を託した。
新堂 誠二（しんどう せいじ）
蒼和会理事長補佐・新堂組組長。32歳。蒼和会と新義会の内紛では蒼和会に残る。騒動後は白竜の後見のもとで新会長に就任する。
岡元 忠良（おかもと ただよし）
蒼和会理事長→新義会会長・五反田一家総長。56歳。組織改革を進める高谷に反発し、村木と共に新義会を結成、会長に就任する。抗争では赤垣と盃を結ぶも剛野の介入で板挟みに遭い、銀座を守るために白竜の提案で新義会を解散、引退した。
村木 清信（むらき きよのぶ）
蒼和会本部長→新義会理事長・目黒会会長。48歳。岡元と共に高谷に反発し、新義会を結成、理事長に就任する。騒動後は銀座を守るために白竜の提案を飲み、引退した。

#### 木田川組
『LEGEND』で登場した組。
木田川康明（きだがわ やすあき）
かつて柿本に壊滅させられた池袋の不良チーム・「デビルス」の元メンバー。32歳。過去に柿本に腕を斬り落とされたため隻腕。柿本のことを恨んでおり、彼への復讐として信者達に薬物を撒いた。その後は沙織を拉致するも六本木で薬物をばら撒いたとして黒須組から制裁を受け、あっさりと土下座した。
宗田 行夫（むなだ ゆきお）
「デビルス」の元メンバー。28歳。顔に大きな刀傷がある。木田川と同じく柿本を恨んでおり、たまたまケンジとヨシキの会話を聞いたことで木田川に柿本の近況を伝えた。

#### 極星会
『番外編』に登場した組。
城島（じょうしま）
極星会構成員。顔の右側に大きな刀傷がある。利夫の惚れた女性・ジェニーから暴利を貪っており、そこに殴り込んできた利夫と揉める。しかし、利夫の背後関係は全て調べていたようで彼のハッタリも即座に見破った。その後は新見の連絡を受けた白竜達に事務所に殴り込まれ、借金の帳消しと所有していたクラブ「セクシー」の利権を奪われた。

### 昇天組
『白竜』序盤に登場した天和会の上部団体で名前のみ登場。関西系広域暴力団。

#### 昇天組系 天和会
天和会自体は東京に地盤を置く組織。
天野 和義（あまの かずよし）
昇天組系天和会会長。52歳。昇天組本家本部長と兄弟分である立場を活かしてやりたい放題している。和解のために自身の麻雀店に遊びに来る黒須を怪しみつつも受け入れる。しかし、麻雀で負けが続いた黒須が腹を立てて暴れた事で報復の準備をしている所に関東総連合会の藤堂から手打ちを打診される。当初は断固として拒否していたが、組員からイカサマの証言が出た事で渋々手打ちを呑んだ。
新井 堅固（あらい けんご）
昇天組系天和会理事長。38歳。借金を負わせた資産家の依頼を受けた白竜の計画で借金を詰めさせられた上に差し押さえていたビルの抵当権を抜かれたことで激怒し、黒須興業への報復の準備を始めるも白竜が天和会側にも儲けを出させたことで一旦は矛を収めた。その後も登場するたびに白竜に煮湯を飲まされ、黒須組に水をあけられる。街ですれ違った際に白竜に悪態をつくも、もはや黒須組からは相手にされなくなっていた。
木田 睦男（きだ むつお）
昇天組系天和会幹部。36歳。韓国のソウルにあるカジノの面倒を見ており、高待遇の接待である資産家を入り浸らせることで3億円の借金とビルの抵当権を被せた。その後は組の麻雀店に遊びに来た黒須の相手をするもバカ勝ちした事に腹を立てた黒須が暴れ、戦争となる。しかし、白竜に拉致されて血を抜かれるという拷問の末にイカサマをしたと嘘の証言をさせられ、最後は天野の差し金で同じ組員との喧嘩の末に殺された。
墨田（すみだ）
昇天組系天和会幹部。黒須組と天和会の両方から借金していた徳永を巡って白竜と対立し、一度は引かせる。しかし、その後は徳永に逃げられてしまったことで身柄が黒須組に移ってしまう。最後は徳永に呼び出され、そこに待ち構えていた白竜に走行する電車に投げ込まれて死亡し、自殺として処理された。

### 浜本組
『白竜』で登場した大阪を拠点とする日本最大の広域暴力団。
早坂良太郎（はやさか りょうたろう）
浜本組本部長。

#### 浜本組直系 若杉会
市田 洋輔（いちだ ようすけ）
浜本組幹部で若杉会会長。34歳。浜本組本部長の早坂良太郎と飯山を縄張りとする淡海組組長の渡部恭三との盃外交に訪れ、七三の兄弟盃を提示する。

#### 浜本組直系 双葉組
仁科 幸平（にしな こうへい）
浜本組幹部で双葉組組長。32歳。若杉会会長の市田と共に盃外交に訪れる。

### 山王会
『白竜』で登場した神戸を拠点とする広域暴力団で規模は浜本組を凌ぐと言われている(日本最大の暴力団である浜本組との力関係は不明)。
村井 康三（むらい こうぞう)
山王会本部長。48歳。九州には興味がなかったが、浜本組の九州進出を聞いて仕方なく南州組との盃外交を進める。その後は南州組と淡海組の和解で浜本組の九州進出計画が頓挫したため、あっさりと盃外交を白紙に戻した。

### 花菱組
『白竜』序盤で名前のみ登場した大手組織。覚醒剤取引を収入源としている。

### 京都征和会
『LEGEND』で登場した1800人を擁する組織。
石川 秀哉（いしかわ ひでや）
京都征和会会長。46歳。我慢を知らない凶暴な性格で欲望のままに生きるならず者のような男。西都鉄道社長・筒井義郎の依頼を受けて黒須を銃撃し、白竜にも宣戦布告をする。その後も黒須を暗殺しようとするも白竜の報復に遭った筒井の指示で暗殺を中止した。最期は京都に帰る途中で白竜に頭を撃たれて殺害された。
新田 圭司（にった けいじ）
京都征和会理事長。31歳。石川と共に東京に乗り込み、黒須を殺害しようとするも石川の命令で中止した。

### 光和会
『LEGEND』で登場する構成員3万人を擁する組織で「日本最大のブランド」「日本の極道の半数を占める」と言われるほどの関西系広域暴力団(『白竜』で登場した浜本組や山王会との力関係は不明)。

#### 光和会直系 宇賀沼組
宇賀沼賢信（うがぬま けんしん）
光和会本家若頭補佐・宇賀沼組組長。45歳。絵画ブローカーの鷲塚によると力と頭脳を併せ持った切れ者。絵画コレクターとしての一面も持っており、鷲塚を経由させて国立六本木美術館に贋作を売った。この一件で白竜と揉めるも「芸術の世界では贋作を掴まされた方が悪い」という持論を掲げ、一度は白竜の要求を突っぱねる。しかし、白竜がとある絵画作品の本物を60億円で手に入れた事により、コレクターとしてのプライドから同額でその絵を買い取るも現金を用意する間に贋作とすり替えられてしまい、結果的に贋作を掴まされる。その後は白竜を事務所に呼び出して殺そうとするも自分が掲げた持論を突き返され、渋々引き下がる羽目となった。

### 神代組
『HADOU』に名前のみ登場した関西を拠点とする日本最大の広域暴力団(『白竜』で登場した浜本組、山王会及び『LEGEND』で登場した光和会との力関係は不明)。剛野が王道会の跡目を継ぐことを聞きつけ、彼に特大の花束を贈った。

### その他の関西系組織

#### 新海組
『白竜』で登場した近畿湾周辺を縄張りとする組。
新海 拓三（しんかい たくぞう）
新海組組長。47歳。桑元に近づいて補償費で儲けようとしたが、白竜の介入を受けて始末しようとするも黒須組の報復に遭い、中塩共々手を引いた。
寺西 昭吉（てらにし あきよし）
新海組若頭。27歳。

#### 中塩組
『白竜』で登場した近畿湾周辺を縄張りとする組。
中塩 要平（なかしお ようへい）
中塩組組長。54歳。桑元に近づいて補償費で儲けようとしたが、白竜の介入を受けて始末しようとするも黒須組の報復に遭い、新海共々手を引いた。
新橋 裕太（しんばし ゆうた）
中塩組若頭。32歳。

#### 暴友会
『白竜』で登場する組。上部団体の猪鹿組には既に力がないため、殆ど独立組織となっている。
平松 謙二（ひらまつ けんじ）
暴友会会長。55歳。プロ野球帝神軍4番の咲原に近づいて野球賭博を行なっており、黒須組と対立する。白竜を殺そうと岩鉄を送り込むも返り討ちに遭い、事務所も乗っ取られたことで野球賭博から手を引かされた。
岩野 鉄男（いわの てつお）
暴友会若頭で通称「岩鉄」。48歳。顔に十字傷がある。田代によると凶暴な性格で少なくとも4、5人は彼の手で葬られているとのこと。白竜を殺そうとするも失敗し、大阪に帰る途中に追いかけてきた白竜とカーチェイスの末に殺害され、事故死として処理された。

### 九州の組織

#### 南州組
『白竜』で登場した中洲を縄張りとする組。
池端 良三（いけばた りょうぞう）
二代目南州組組長。浜本組を味方につけた淡海組の中洲進出を受けて神戸の山王会と提携を結ぼうとするが、先代組長の遺志を大切にしている広井と対立する。赤石に広井を殺害させるが、自身も赤石に殺害された。
広井 精一（ひろい せいいち）
二代目南州組若頭。白竜とは大学時代の同級生。浜本組を味方につけた淡海組の中洲進出を受けて中洲に白竜を招いた。先代組長の遺志を大切にしており、組長の池端と対立する。「かあちゃん」という屋台を営む母親を持ち、素性を隠して定期的に仕送りしている。新一の葬儀の後に赤石に殺害されたが実は生きており、白竜の協力で赤石の悪事を暴いた。その後は淡海組に中洲の半分を譲る事で和解した。
赤石 総互（あかいし そうご）
二代目南州組若頭補佐。27歳。同世代かつ序列が上の広井を疎ましく思っている。権力欲から新一、広井、池端を殺害した。その後は三代目組長を襲名するも実は生きていた広井に悪事を暴かれ、白竜に射殺された。
中本 新一（なかもと しんいち）
二代目南州組組員。淡海組組員達に袋叩きに遭っているところを白竜に助けられる。麻美というクラブに勤めている姉がおり、彼女には頭が上がらない様子。広井と先代組長を尊敬しており、浜本組と淡海組の盃外交を偵察していたところを赤石に捕まって殺害された。

#### 淡海組
『白竜』で登場した飯山地区を縄張りとする組。
渡部 恭三（わたべ きょうぞう）
四代目淡海組組長。かつては炭坑事業で栄えていたが、炭坑が廃業したことで他所の縄張りを侵す事に不義理を感じつつも中洲に進出しようとする。その際に浜本組との盃外交を進めるもその条件に納得がいかず、思い詰めていたところを南州組の広井に盃外交を白紙にする代わりに中洲の半分を譲渡および共存共栄を提言され、彼に感謝して南州組と和解した。

### 外国の組織

#### 『LEGEND』で登場
ジャンピエロ・コンビ
イタリアン・マフィアの幹部。42歳。過去に六本木で白竜の接待を受けた事で意気投合し、それなりの付き合いだったが、プライベートとビジネスはきっちり分けており、依頼を受けた際には躊躇なく白竜を殺害しようとするなど冷酷非情な人物。また、見そめた女性を我が物にしようとその女性の父親に暴力を振るう一面もある。フランコの依頼で白竜にバチカン銀行から手を引くように要求するもフランコの中止命令で手を引いた。その後はミルコの指示でフランコを殺害し、ファブリッツォも始末しようとするもそれを阻止した白竜と再度対立し、彼を殺害しようとする。しかし、前述の女性の父親の協力を得た白竜に返り討ちに遭い、射殺された。

### 企業・資産家・組合関係

#### 『白竜』で登場
徳永 光男（とくなが みつお）
会社が倒産したことで黒須組に金が返せなくなり、逃げ回っていたところを白竜に捕まる。しかし、天和会からも金を借りていたため、一度は天和会に身柄を拘束される。会社が倒産する前に2億円を作っており、天和会に在処を吐くように拷問されるも口を割らずに脱走する程の根性の持ち主で白竜からは「舎弟に欲しい」と冗談交じりに言われた。しかし、その根性も白竜には通じず、2億円の在処を吐かされた。
深田 良三（ふかだ りょうぞう）
資産家。52歳。天和会系のカジノに入り浸ったことで借金を負わされ、白竜に解決を依頼して解決してもらうも礼金やその他の経費として6億円を支払う羽目となった。
吉村 勝利（よしむら かつとし）
吉村証券社長。56歳。上岡組の沢渡に浮気症の妻・利香のスキャンダルを握られ、口止め料を支払い続けていたが、白竜のお陰で解決ができた。その後は事件の解決と妻が改心したことの恩返しとして黒須組のゴルフ場の会員券を100億円分買い取り、そのお礼として白竜から友の証である名刺を渡される。その後、上岡組に襲われた際に白竜の名刺で難を逃れた為、彼の北南鉄道株のシノギに協力する。
増沢 義春（ますざわ よしはる）
谷丘開発社長。48歳。所有している45億円のゴルフ場を20億円で売るように白竜に言われるもその要求を一蹴する。しかし、彼の遠回しの殺害予告を受けたことで白竜に20億円でゴルフ場を買い取るように懇願した。
五代道太郎（ごだい みちたろう）
北南鉄道社長。沿線がテーマパーク建設の候補の一つであり、世間の注目を避けていた。白竜が株価を操作していることを疎ましく思い、刺客を放つも失敗。逆に脅迫されたことで手を引き、恐ろしさのあまり心不全を発症して死亡した。彼の死去と北南の沿線がテーマパーク建設地に選ばれなかったことで北南の株価は暴落した。
田丸（たまる）
世界製薬部長。危険な副作用が含まれた新薬の臨床試験の際に社員を脅して人体実験をした結果、死人が出たがその件を闇に葬った。しかし、その被害者の1人である利夫が白竜に事件のことを話し、彼から真実を問い詰められる。当初は否定していたが、彼に新薬を飲まされて胃洗浄を訴えたことで事件が明るみに出た。
飯野 忠夫（いいの ただお）
北南鉄道総務部次長。56歳。五代の指示で白竜暗殺の刺客を放つも失敗する。
元村 周二（もとむら しゅうじ）
元村建設社長。56歳。業績悪化の最中で衆議院議員の高山にパー券を買わされ、黒須に解決を依頼する。解決後は元村建設の公共事業受注を保証された。
島津 宏一（しまづ こういち）
ワイルドビデオ代表者。38歳。出演女優に覚醒剤を打つことで過激なアダルトビデオを制作して儲けていたが、それに気づいた白竜に経営権を握られた。
初芝 一乗（はつしば かずのり）
丸岡百貨店の与党総会屋。34歳。ピアニストの女性を巡って白竜と対立した部長の依頼を受けて白竜を拉致したが逆に黒須組組員に囲まれ、格の違いを見せつけられた。
桑元 琢磨（くわもと たくま）
近畿湾漁業共同組合連合会会長であり、近畿湾を守る会会長でもある。52歳。生粋の漁師で周りの漁師からの信頼も厚い。近畿湾の空港建設で補償を貰う際に白竜と手を組んで大儲けした。最後は税金を取り立てることに疑問を投げかけたが、白竜は「公共事業こそ1番の税金の無駄遣い」と吐き捨てた。
飯山 泰造（いいやま たいぞう）
近畿国際空港会社社長。56歳。当初は250億円の補償費を支払う予定だったが、白竜の計画でさらに多くの補償費を支払うこととなり、世界に納期を宣言していたために渋々呑んだ。
田中 一起（たなか いっき）
八島建設渉外部長。38歳。空港建設の補償費の支払いを一度は拒否するも最終的に支払わされた上に土砂の採取場を変更させられた。
竹中 則定（たけなか のりさだ）
日昇商事社長。愛人の奈美に子供が出来てしまったことで立場が悪くなり、銀星会に奈美を襲わせた。しかし、奈美の息子であるハルキの依頼を受けた白竜に慰謝料として5000万とハルキに対して2億円を支払わされた。
鷲中 繁三（わしなか はんぞう）
鷲中建設社長。56歳。下っ端から一代で会社を築いた叩き上げ。亜利沙にロックの酒を飲ませようとするも逆に酒を頭にかけられたことで興味を抱く。その後は泥酔した亜利沙を連れ込んで強姦し、翌日に会社に殴り込まれたことでバックの金竜組組員に輪姦させた。しかし、その後も亜利沙が相討ち覚悟で殴り込みに来たところに居合わせた白竜が金竜組を一蹴したことで慰謝料として1億円を支払わされた。
桑田 金蔵（くわた かねぞう）
元国営鉄道清算事業会理事。62歳。理事を退任後は天下りで国内最大手の村尾建設の常務に就任し、理事時代のコネを使って元部下の山本から東京駅前の土地一帯の予定価格を聞き出した。しかし、東京駅戦で敗北した事で汐留の予定価格を聞き出そうとするもチャンの策略で箝口令を敷かれてしまい、聞き出せなかった。
鬼島（おにしま）
村尾建設営業統括部長。桑田に予定価格を聞き出した後、東京駅一帯を落札しようとするもチャンに敗北した。その後は汐留戦で挽回しようと奔走するも八方塞がりとなってしまい、プライドも何もかも捨てて恥を承知で白竜に全てを委ねた。結果は白竜のお陰で汐留戦を制する事に成功し、彼から計画の中身を聞いて恐れ慄いた。
中平 正安（なかひら まさやす）
村尾建設東京支社長。
松前（まつまえ）
日本最大手の広告代理店・博通の常務。東京駅一帯に本社ビルを建てるために村尾建設に土地の落札を依頼するが、チャンに敗北した事で激怒した。その後は汐留戦に必ず勝利するように厳命する。
チャン・リー
香港企業・センチュリーカンパニー会長。34歳。香港の青年実業家で美貌の持ち主。通称・香港の怪物。日本の同業者を見下しており、日本の入札戦に風穴を開けるために来日した。東京駅戦ではあえて予定価格の倍の値段で落札し、村尾建設の鬼島を敗北に追い込んだ。その後はテレビで日本企業の入札戦の脆弱さや予定価格の漏洩を暴露し、日本企業の武器である予定価格を完全に封じ込めた。汐留戦で村尾建設の信用を完全に失墜させてトドメを刺そうとするも白竜が搦め手で汐留の予定価格と保証金の情報を手に入れた事で敗北した。最後は白竜に敗北を認め、日本から撤退した。

#### 『LEGEND』で登場
寺崎 泰彦（てらさき やすひこ）
五代商事営業企画部部長。56歳。大型複合施設を造るために建設予定地一帯の地上げを剛野に依頼するも苦戦していたところに白竜が現れ、彼があっさりと地上げを解決したことに感謝した。同時に屈辱を受けて怒る剛野に対し、事を穏便に済ませるように制止した。
平中隆太郎（ひらなか りゅうたろう）
かつて方々に名を馳せた伝説の大物総会屋。74歳。現在は高齢及び体調の悪化で一線は退いたが、最後の仕事として西都鉄道に乗り込み、東洋不動産の顧問に就任する。当初は白竜の誘いも「関わった企業は裏切らない」という信念から断ったが、西都鉄道が自分の行動を逐一監視していた事実を知って激怒し、白竜に計画を委ねる。周りからは西都鉄道の秘密を握っていると思われていたが、実は秘密を握っていなかった。しかし、西都鉄道先代社長・筒井永吉の懐刀と言われた顧問弁護士・四方精一朗と親交があった。騒動後は四方の墓参りに訪れ、総会屋としてカムバックすると意気込んだ。
木島 利夫（きじま としお）
平中の書生。32歳。平中を「先生」と呼んで慕っている。白竜と平中が接触する前にケンジと一緒に飲んでいた描写から何らかの関係がある模様。騒動後は平中のカムバックに歓喜した。
筒井 義郎（つつい よしろう）
日本最大手の私鉄会社・西都鉄道社長。64歳。作中の描写から跡取りの息子がいる模様。鉄道以外にもホテル、百貨店、プロ野球球団など100社の傘下企業と3万人の従業員を抱え、アメリカの雑誌で世界一の大富豪に選ばれる程の資産と社内で「天皇」と呼ばれる程の権力を持つ。四方の提案で所有している株の殆どを社員名義にする事で税金の支払いから逃れ、前述の富を築き上げた。しかし、制作した社史から四方の名前を抹消した事、口止め料の100億円の支払いを拒否した上に黒須と白竜の命を狙った事で白竜の報復に遭い、遂に秘密を世間に暴露される。その後は逮捕され、釈放されるも自身の資産を全て売却された事を知り、その場に崩れ落ちた。
伊橋 洋一（いばし よういち）
西都鉄道総務部長。62歳。平中が西都鉄道の秘密を握っていると疑い、彼を東洋不動産の顧問に就任させた。
徳川直二郎（とくがわ なおじろう）
東洋セメント社長。西都鉄道に融資していた各銀行の頭取の意向で西都鉄道経営改革委員長に就任する。西都鉄道の資産を全て売却しようとするもカミムラファンドに先手を打たれ、成果をあげられないまま委員会を解散した。
間宮 俊和（まみや としかず）
西都鉄道融資銀行団・いなほ銀行頭取。
野上 正義（のがみ まさよし）
西都鉄道融資銀行団・丸菱東京銀行頭取。
鷲津 啓介（わしづ けいすけ）
西都鉄道融資銀行団・帝都銀行頭取。
中野 享平（なかの きょうへい）
西都鉄道融資銀行団・和英銀行頭取。
水上 慎二（みずかみ しんじ）
西都鉄道融資銀行団・れそな銀行頭取。
上村 尚之（かみむら なおゆき）
カミムラファンド代表者。45歳。「経済界の風雲児」と呼ばれる一方で「グリーンメーラー」、「屍肉を漁るハゲタカ」とも呼ばれる。白竜の計画に賛同し、西都鉄道の資産を4000億円で買い取った。しかし、買い取った資産を全てアメリカの投資銀行に1兆円で売却した。
永井 和正（ながい かずまさ）
国立六本木美術館館長。複数の鑑定書からランドの絵を本物だとして買い取るも白竜に贋作だと暴かれる。その後は前述の一件を公表しない代わりにみかじめ料を支払うことを了承した。
成沢ヒデヨシ（なるさわ ひでよし）
六本木を拠点とする政財界大物や芸能人専用の会員制デリヘルのオーナー。自らを「ヒットラーの息子」と自称しているが、本当にヒットラーの息子ではなく、実際は「日本のヒットラー」と呼ばれる父親の存在によるもの。父親の威光を盾に部下を無理やり従わせ、制裁として目を突くなどしている。また、軍服のような服にナチスの腕章を付け、部下にも同じような格好をさせている。デリヘルでは女性に覚醒剤を打ち、過激なプレイをさせるなどやりたい放題していたが、ケツモチの剛野組もヒデヨシの父親の存在から手を焼いていた。デリヘル嬢の1人がたまたま白竜の所へ逃げ出したことで対立し、事務所を爆破するなどしたが、剛野組からケツモチを譲り受けた黒須組に拉致され、表向きは解放されるもデリヘルを解散させられた。
八坂 直樹（やさか なおき）
京飛鉄道社長。52歳。白竜のファンタジーランド建設案を受け入れ、尾身川や新見と共に事業を進めるも白竜に対して不安を抱く。騒動後は尾身川と共に建設案から手を引かされた。
尾身川恒三（おみがわ こうぞう）
五代不動産社長。56歳。白竜のファンタジーランド建設案を受け入れ、八坂や新見と共に事業を進めるも白竜を排除しようと画策する。手始めに新見を逮捕させることで白竜を排除しようとするも中能と手を組んだ白竜の作戦で報復に遭い、建設案から手を引かされた。
西原 貴史（にしはら たかし）
埼京大学総合病院医師。32歳。サメの母親の主治医だったが、あまりにもいい加減な治療を施した挙句に死に追いやる。その後は白竜達の報復に遭い、最後は事故死した。
中村 浩一（なかむら こういち）
埼京大学総合病院院長。65歳。組織ぐるみで西原の医療ミスを隠蔽しようとしたことを白竜に暴かれ、サメが面倒を見る清掃会社を病院に入れさせられた。
来栖川聖羅（くるすがわ せいら）
星空保育園の園長。32歳。クリスチャン。表向きは保育園を利用する母子(主に黒須組系のデリヘルに勤めている女性)のために立ち退きにも応じないなど信念のある人物を装っているが、実際は幼い頃から犯罪に溺れた筋金入りの悪。聖職者でありながら刺青を入れており、普段は口調も穏やかだが本性を現すと荒々しくなる。経勢会に拉致された後に本性を現し、立ち退き料を釣り上げるために動いていたことが判明した。その後は白竜達によって解放されるも本性は暴かれており、安値で保育園の土地を手放さざるを得なくなった。その際に白竜を「悪魔」と激怒するも彼にに「本気で子供のことを考えてない者に保育園は任せられない」と切り捨てられた。彼女が所有していた星空保育園は白竜の手で「クロス保育園」に生まれ変わり、広大な土地とテーマパーク顔負けの遊具を兼ね備えた子供達の楽園となった。
有吉 隆俊（ありよし たかとし）
星空保育園の副園長。42歳。実際は保育園の土地を狙う六ツ木不動産と繋がっていた。
六ツ木正浩（むつぎ まさひろ）
六ツ木不動産社長。46歳。星空保育園の地上げに苦戦しており、園児の1人を車で撥ね飛ばすという暴挙に出る。これに怒った白竜の指示を受けた田代達に脅されて手を引いた。
木野村靖人（きのむら やすと）
オパールカードビジネス総務部長。52歳。王道会大和川組に顧客情報を握られ、金銭を要求されるも白竜の協力で穏便に済んだ。
佐原 俊吾（さはら しゅんご）
オパールカードビジネス社長。48歳。
越中 春樹（こしなか はるき）
越中建設社長。67歳。都知事の咲山とは盟友の間柄であり、彼の鶴の一声で空港の拡張工事を任される。しかし、資材に産廃を不正に使用していたことを白竜に握られ、仁勢組の赤垣をけしかけるも報復として前述の不正をバラされる。最終的には白竜に赤垣との密会の証拠を握られ、岡村工務店の保証及び黒須組の清掃会社を入れられた。
向田 光之（むこうだ みつゆき）
越中建設工事部長。58歳。拡張工事で不正に産廃を使用していたことを白竜にバラされたことでマスコミから集中砲火を浴びる。しかし、責任を下請けの岡村工務店に押し付け、抗議しに来た岡村に「我々に逆らえば業界から消す」と脅した。それでも対抗してきた岡村を追い込むも失敗した。
岡村 良文（おかむら よしぶみ）
岡村工務店社長。56歳。かつて白竜の頼みで前科者の新島を雇ったが、現在はひたむきな彼に現場主任を任せるほど信頼している。拡張工事では越中建設の不正を押し付けられ、抗議した際に向田から脅迫される。その後は白竜の提案で越中建設の不正を暴露するも向田に追い込まれ、自殺しようとしたが新島に止められた。
新島 裕一（にいじま ゆういち）
岡村工務店現場主任。28歳。妻子持ち。白竜を「カシラ」と呼んでいることから元黒須組組員だった模様。白竜によるとヤクザには向いていない性格で表の世界でも通用する力を持っているため、彼の提案でカタギとなった。その際に尽力してくれた白竜と前科者の自分を雇ってくれた岡村に感謝しており、その度合いは襲ってきた仁勢組組員相手に刺し違えても守ろうとするほど。現在は現場主任を任されている。
日高 翔（ひだか しょう）
オンライン英会話教室「ゴーオン」代表取締役。45歳。ネットの長所を利用したシステムで瞬く間に上場企業に上り詰めた。自家用ヘリを持っている。表向きはサービス精神旺盛で人の良さそうな性格だが、一方で副社長の高島や群衆を「虫けら」呼ばわりする一面も持っており、彼を取材していた北条から疑問を抱かれる。実際は英会話のシステムを考えたのは副社長の高島であり、その利益を狙って投資家を騙って近づき、利益を独占しようとしていた。その後も彼を追い出そうと嫌がらせを続けていたが、ヤクザを利用したことで高島も白竜に依頼し、逆に会社を去る羽目となった。
高島 優弥（たかしま ゆうや）
ゴーオン副社長。社長の日高からはぞんざいな扱いを受けている。会社の資金で私腹は肥やせないと主張するなど真面目な性格。ゴーオンのシステムを考案したのは彼であり、その利益を狙った日高によって会社の資金を独り占めされていた。その後は彼の嫌がらせを受け続けていたが、白竜のお陰で日高を追い出すことに成功した。
北条 梓（ほうじょう あずさ）
週刊世界経済記者。美人。日高と並行して白竜を取材し、彼を典型的なヤクザと見下していたが、取材の過程で白竜の知的な面に惚れてしまい、同時に日高の本性に感づく。その後は日高から高島に取材対象を変更し、事件の行く末を見届けたことで「肩書きで人は信用できない」と理解した。事件後は白竜に愛の告白をするも彼が「ヤクザに惚れるべきでない」と敢えて暴力的な一面を見せたことで身を引いた。その後は白竜を持ち上げた記事を書いたことに嫉妬した剛野から自身の取材をする様に要求されたが「ヤクザはもうたくさん」と絶叫した。
冬川 剛史（ふゆかわ たけし）
オリオン会長。多国籍企業で外国の株主も多数いるオリオンの実権を完全に握っており、社内では「天皇」と呼ばれる権力を持つ。しかし、過去に株や投資で失敗した補填として高額買収をすることで粉飾決算をしており、その不正を知らないケビンを社長にするも不正に気づいたケビンを会社から追い出す。その後はケビンの抵抗を悉く阻んでいたが、委任状争奪戦を仕掛けられたことで窮地に陥る。しかし、白竜の根回しでケビンが撤退したことで難局を乗り切り、報酬として100億円を払うも白竜から証拠を流された地検に逮捕された。
林 信昭（はやし のぶあき）
オリオン専務取締役。58歳。冬川と共に行動しており、ケビンを会社から追い出す。
ケビン・スチュワート
オリオン新社長。家族思いで彼らからも健康を心配されるなど関係は良好な様子。白竜から冬川の粉飾決算の情報を渡され、介入を打診されるもそれを断って自力で解決しようとする誠実な性格。そのため、周りからは「騎士(サムライ)」と呼ばれる。オリオンではやり手だったが、前述の不正に気付いて動いたところを冬川の工作に遭って会社を追い出される。その後は八方塞がりとなっていたところを白竜のアドバイスで新聞社に不正を暴露するも冬川の策略で白紙に戻る。次に海外の株主を味方につけて委任状争奪戦を繰り広げるも家族との時間や自身の戦う意味を考えるようになり、気持ちが揺れ動く。最終的には彼の身の危険を感じた家族の説得で委任状争奪戦を降り、故郷に戻った。彼が白竜に渡したIWGPの監査書類が冬川逮捕へ繋がった。
有沢 俊和（ありさわ としかず）
ケビンの秘書。32歳。ケビンと行動を共にしていたが彼の解任と同時にケビンから遠ざけられたが、冬川体制に嫌気が差して会社を辞め、ケビンのもとへ戻る。
岩井 誠（いわい まこと）
経営コンサルタント・ワールドカンパニー社長で元証券会社のエリート。長い間冬川の下に就いており、買収を考案したのも彼。その後は冬川の指示で委任状争奪戦を制するために海外の株主に根回しをするも失敗する。
ダニエル・マッサーロ
イタリア最大の穀物会社・プリズミオン社代表者。炭化水素公社との共同出資でディアネーゼ社を設立し「奉仕の精神」を掲げるも裏では「ランヴェナの海賊」と呼ばれる豪腕経営でディアネーゼ社を支配下に置くために株を買い漁って収賄事件を起こしていた。しかし、白竜に焚き付けられて捜査に来たヴィトと対立する。
ベルナルド・デイ・ヴァイオ
炭化水素公社社長。ダニエルの契約違反に激怒し、共同出資の解消を要求する。
シモーネ・バロース
イタリア大手不動産・テクノカーサ社長。ダニエルの依頼で国債を買い上げて収賄事件に加担したが、ヴィトに逮捕された。
ブルース・ウィリアム
アメリカの資産家で複数の言語を完璧に話せる。47歳。幼い頃から裕福な家庭で育ったが、同時に人間や動物を虐げることに喜びを感じるなど危険な性格で時間に遅れた白竜へのペナルティとしてセレナの指を切断して送りつけたり、彼女から血を抜き取るなどした。かつて聖徳太子が残したとされる未来記・通称「メシアの遺産」を狙って世界を支配すべく、白竜と対立する。最後はジャンにメシアの遺産の在処を教えられるも油断し、彼に射殺された。
ロジャー
ブルースの側近。ブルースの指示であっても殺人を躊躇うなど比較的常識的な感性を持っていたが、最後は白竜に射殺された。
水野 忠夫（みずの ただお）
水野商事社長。自身の会社の隣に黒須組事務所があるという理由だけでいなほ銀行から融資を打ち切られ、ヤケ酒をした挙句に黒須組を襲うも失敗し、前述の件を全てを打ち明けた。事件後は高待遇での融資を保証された。
中崎（なかざき）
中崎工務店社長。不景気で金に困っていたところを白竜に儲け話を持ちかけられ、総額2億円の架空の工事をアスミに発注し、1億円を得る。その後は白竜の計画で黒須組組員を一時的に会社に常駐させた。
向田 藤吉（むこうだ とうきち）
大手信販会社・アスミ社長。67歳。中崎工務店の実態を知ったことで解約を急ぐも失敗。切腹覚悟で島村に全て丸投げした。
斉藤 肇（さいとう はじめ）
アスミ営業部長。57歳。中崎工務店の一件を森口に丸投げするもつき返され、社長の向田に全て丸投げした。
森口（もりぐち）
アスミ社員。出世をかけて中崎工務店の解約を試みるもあえなく失敗。「命を懸けるには給料が少ない」と主張し、部長の斉藤に全て丸投げした。
島村 幸平（しまむら こうへい）
いなほ銀行頭取。58歳。中崎工務店の一件でスキャンダルを恐れ、解約を急ぐも失敗。黒須組に恐れをなしてその事件に蓋をしていたが、ほとぼりが冷めた頃に白竜に前述の件をチラつかされ、10億円の支払いと水野商事への融資の保証を命じられた。
遠藤 隆信（えんどう たかのぶ）
いなほ銀行副頭取。57歳。
田村 巌（たむら いわお）
田村製作所社長。52歳。世界でもトップクラスのモーター製作技術を持っており、それが原因であらゆる企業から契約を打ち切られ、リップスターの崎山に会社を買収されそうになっていたが、白竜に報酬を折半するという条件で協力を仰ぎ、事件後は800億円を振り込まれた。
崎山 和人（さきやま かずひと）
リップスター・マネジメントCEO。業界内では「ハゲタカ」と呼ばれるファンドの社長であり、田村製作所の買収を進めるも白竜の妨害で失敗。最後は口封じとして殺害された。
呉 忠信（ウー・ジョンシン）
台湾のパソコンメーカー・アイサス専務。53歳。突如として田村製作所に契約を打ち切り、その理由について語らなかったが、白竜に女性関係を握られて白状させられた。
久留米俊郎（くるめ としろう）脇田 一郎（わきた いちろう）
白竜が崎山尾行のために雇った探偵。久留米が34歳。脇田が32歳。
南原 忠（なんばら ただし）
南進電気社長。58歳。田村製作所の買収の一環として台湾の探偵に送金を指示された。その後は白竜に拉致されて真実を吐かされ、パイナップル社が黒幕だと教えた。
アーロン・スミス
世界最大の家電メーカー・パイナップル社(モデルはおそらくApple)上級役員。43歳。田村製作所の買収における一連の黒幕であり、その狙いは特許侵害を隠蔽するためであった。しかし、白竜にそれを暴かれ、1600億円を支払わされた。
エイブラハム・ハワード
パイナップル社の製品・エイフォン(モデルはおそらくiPhone)初代開発者。57歳。現在は既に会社を去っているが、謎の死を遂げた。白竜は口封じだと推測していた。
クラーク・スミス
パイナップル前社長。最新型のエイフォンに収まるモーターに苦心していたところに現れた田村製作所のモーターに目をつける。しかし、田村製作所の規模の小ささから失注を恐れ、その技術を模倣させた。
ブギャン
パイナップル現社長。特許侵害の隠蔽のために田村製作所の買収を決意する。
林 忠明（リン・チョンミン）
台湾の探偵。パイナップル社の買収事件の一環として雇われた。時には暗殺にも手を染め、身体中に無数の傷跡があるが、車椅子の母親を高級老人ホームに預け、旅行に連れて行くなど親孝行な一面もある。依頼で白竜を狙うも失敗。最後は白竜がアーロンを脅すために(「自身の命を狙ったから」という建前)殺害された。

#### 『HADOU』で登場
本城 良純（ほんじょう よしずみ）
東都ガス不動産計画部課長。52歳。豊波市場移転問題に真っ向から反対したことで都知事の咲山が放った刺客により殺害される。そこにたまたま居合わせた白竜が彼の娘と接触したことで豊波市場移転問題に介入する。
布川 琢己（ぬのかわ たくみ）
東都ガス社長。67歳。豊波の土壌汚染を知りながらも東京都との密約から移転を決意する。
若瀬健太郎（わかせ けんたろう）
和歌山南大学教授で豊波専門家会議座長。57歳。咲山の知事で形だけの調査を行うもホストと薬物狂いの妻のスキャンダルを白竜に握られ、再調査をするも怒った咲山との板挟みに遭う。
高橋 孝則（たかはし たかのり）
京都西大学准教授で専門家会議のメンバー。44歳。菜々穂の取材に答え、若瀬の妻のスキャンダルついて教えた。
舟木 秋敏（ふなき あきとし）
舟木興信所所長。46歳。表向きは興信所所長だが、裏では都知事の影として闇の部分を請け負ってきた。東都ガスの本城もその被害者の1人であり、咲山の刺客として白竜と対立するも彼にビルから落とされて死亡し、自殺として処理された。
東山 直樹（ひがしやま なおき）
東洋テレビ報道局社会部部長。53歳。妻子持ち。部下の菜々穂に対して淡々と接する一方で彼女の独自取材をそれとなく後押しし、素直になれない彼女を気にかけている。その後は菜々穂たちが白竜と咲山のスクープを撮ったことで放送の許可を出すも何者かにテープを盗まれる。しかし、実際は白竜に家族を脅されたことでテープを持ち出し、白竜に明け渡した。
秋星菜々穂（あきほし ななほ）
東洋テレビ報道局社会部記者。豊波市場移転問題の裏で繰り広げられる白竜と咲山の戦いの存在に気づき、独自取材を進める。「正義を追求するためであってもその過程で不正を許してはいけない」主義を掲げ、白竜からは「気骨のあるジャーナリスト」と評された。目的のためには手段を選ばない一面もあるが、不正な手段は取らないなど一貫している。野村の協力の下で白竜と咲山のスクープを撮ることに成功し、放送しようとするも何者かにテープを盗まれる。その後は独力で豊波市場の闇を暴こうと奮闘するも個人の力に限界を感じ、進んでいく豊波移転に対して無力さを覚えていたが、白竜から祥子を介して豊波移転のデータを託され、公表に成功する。
野村（のむら）
東洋テレビ報道局社会部カメラマン。秋星の白竜取材の協力を持ちかけられた時に餃子とラーメンを奢るという条件で協力する。その後は偶然舟木が転落死した現場を捉え、局長賞を受賞した。その後は白竜と咲山のスクープを撮ることに成功し、放送しようとするも何者かにテープを盗まれる。しかし、実際は東山の指示でテープを持ち出していた。その後は前述の件を隠して菜々穂に声をかけるも彼女からは気づかれており、「二度と話しかけないで」と言われてしまった。
細野 忠臣（ほその ただおみ）
東洋テレビ「モーニングキング」チーフディレクター。37歳。菜々穂から白竜と咲山のスクープのVTRを渡されたが、わずかな間に消えてしまったと主張した。しかし、実際は田村と協力してテープを持ち出していた。
外村 惣明（そとむら そうめい）
日本計画会議会長で孫を溺愛する祖父としての一面も持つ。豊波市場の土壌汚染を隠せなかった咲山に詰め寄るも彼の策で挽回し、豊波の利権を全て頂こうと目論む。しかし、白竜に全てを暴かれて煮湯を飲まされる。
関川 貴史（せきかわ たかし）
咲山が設立した新東京大学学長で「専門家会議」の代わりに発足した「技術会議」の座長に任命されるも彼自身はロボット工学の専門家のため、白竜からは「咲山の御用学者」と評された。
九鬼洋之介（くき ようのすけ）
家電会社「パルソニック」社長。58歳。白竜からも警戒される程の手腕の持ち主。「サンロー」に所属する神木を我が物にしようと経産省の深見と協力してサンローを子会社にする。神木を社内に縛りつけるために彼の部下を懲戒解雇に追い込むなどして追い詰めたが、反発を招いてしまう。しかし、一社員でしかない神木に頭を下げるわけにはいかないとして更に縛りつけを強めるが、結果的に神木はパルソニックを去ってしまった。
松上幸太郎（まつかみ こうたろう）
パルソニックの創業者。
井山 歳蔵（いやま としぞう）
松上の義理の弟。あまり表に出ない義兄に代わってパルソニックの土台を築いた。後に独立し、「サンロー」を設立した。
神木 慎也（かみき しんや）
※「神」の字体は”ネ”ではなく”示”に”申”
サンローに所属する技術者で部下達からも慕われている模様。配合が難しく、不安定なリチウム電池を制御できる腕前を持つとされ、周りからは「神の調合師」と呼ばれている。しかし、それ故に多数の企業から狙われている。旧サンローの部下達を守るため、九鬼にパルソニックに縛られていたが、彼に反発して白竜の提案でサンローを去る決意をするも深見の放った車に撥ねられ、薬物の売人に仕立て上げられてしまう。しかし、白竜が濡れ衣を晴らしてくれたことと彼の度重なる説得の末にサムソンに移籍し、役員の地位と人事権を与えられた。
中西（なかにし）青山（あおやま）新池（にいいけ）
神木の部下。九鬼の計画で中西は痴漢、青山は覚醒剤所持、新池は暴行を疑われて会社から解雇されてしまった。
金 永南（キム・ヨンナム）
韓国の大手家電会社「サムソン」統括事業部長。白竜を高く買っている。神木を手に入れようとするも経産省の介入で失敗し、白竜に協力を仰ぐ。最後は神木を役員に起用することを快諾し、旧サンローの優秀な社員も引き入れるために彼に人事権を与えた。
高坂 喜一（こうさか きいち）
ヒロシの父親で故人。上州フード先代社長。共友通信社が書いた記事に載っていた新薬を服用したが死亡した。
高坂 和広（こうさか かずひろ）
上州フード三代目社長でヒロシの異母兄。42歳。昔から文武両道で会社を全国区に広めたが、20億の負債を抱えている。ヤクザとなったヒロシのことは半ば勘当しており、父親の葬儀に現れた異母弟に「二度と家の敷居を跨ぐな」と拒絶した。しかし、葬儀に来たヒロシに一旦は酒を勧めたり、自身とは血の繋がらない彼の母親の面倒を見ているなど優しい一面もある。最後は会社が倒産する直前に香典として20億円の小切手を渡してくれた異母弟に涙ながらに感謝した。
山形（やまがた）
和広の側近。
高丘 忠志（たかおか ただし）
東都大学名誉教授で日本医学会会長。健康日本21推進会議の理事長だったがほとんど経営はしておらず、代わりに広告代理店・電協が経営していたことを教えた。
西山 浩一（にしやま こういち）
健康日本21推進会議事務局長で電協の広報。会社を追及しない代わりに白竜に過去の新薬の記事の詳細を明かした。その際に「記事は人の命が関わるほど金になる」と吐き捨てたが、ヒロシに激昂された。
外波山聡明（とばやま そうめい）
共友通信社社長。電協を始めとする複数の企業から子会社を挟んで闇記事の依頼を受けて発行することで利益を生み出していた。裏では女子高生などの若い女性を「生贄」と称して食い物にしている模様。電協からの闇記事の新薬の服用でヒロシの父が亡くなったため白竜達と対立するも買春の証拠を握られて20億円を支払った。

### 警察・司法関係
神内 一樹（じんない かずき）
渋谷署署長。元々はキャリア組のエリートだったが、警察上層部の娘を妻に持ちながら不倫をしたことが原因で左遷された過去を持つ。不倫相手の小夜子に一目惚れし、彼女に男がいながら強引に自分の物にしたが、小夜子はその男のことを愛し続けており、邪魔者となった男を殺害してからは目的のためなら殺人をも厭わない性格になってしまった。渋谷の王となるために白竜を逮捕し、殺そうとしたが失敗する。その後は小夜子を暗殺しようとしたが彼女は白竜と組んでおり、暗殺の証拠を握られたことで黒須組の利権の保証をされた上で完全敗北する。最後は用済みとみなされて暗殺の証拠を公開された。
荒木（あらき）
刑事。かつて覚醒剤に手を染めてしまい、妻と娘を失っている。また、ホームレスのような格好をしている。白竜と対立し、利夫を人質に取るも逆に娘を人質に取られる。その際、娘には裏切られて拒絶されたがそれでも娘のことを捨て切れず、和解した。その後は覚醒剤を断ち切って真っ当な刑事に戻ると言った。
狩場 俊介（かりば しゅんすけ）
札幌北東署刑事。32歳。警察庁長官が銃撃されたことで全国に急遽設置された「銃器対策課」に配属される。しかし、中々検挙が出来ない中で白竜と出会い、彼の協力のもとで盗難車を密輸している安尻と組んで銃を大量に検挙して大儲けする。しかし、報酬の取り分に納得がいかず、安尻と共に白竜を殺害しようとするも返り討ちに遭い、殺害された。その後、死体は船でロシアへ運ばれて海に沈められた。
安川（やすかわ）
近畿警察署刑事。汚い身なりをしている。近畿湾空港建設の補償費を巻き上げる桑元と白竜を阻止しようと動くも失敗。格の違いを見せつけられたことで手を引いた。
新崎 一行（にいざき かずゆき）
警視庁捜査四課刑事。47歳。高山の依頼で黒須組にガサ入れを行ったが、白竜に格の違いを見せつけられてあっさりと手を引いた。
日野（ひの）
吉村証券社長顧問弁護士。恐喝を受ける吉村に対し、白竜に事件を解決してもらうように提案した。

#### 『LEGEND』で登場
如月 曜子（きさらぎ ようこ）
六本木中央署新署長。25歳。キャリア組。かなりの美人だが、絡んできた愚連隊数人を1人で一蹴するなど腕っ節が強い。マル暴担当刑事の父親がチンピラに殺され、指示したヤクザは贅沢な暮らしをし続けているという現実を目の当たりにしたことでヤクザを憎み、駆逐するべく在任期間中に「六本木浄化作戦」を行うことを宣言した。当初は剛野をターゲットにしようとしていたが、水口の進言でターゲットを白竜に変更し、浄化作戦では黒須や黒須組の主要な組員を次々と強引に逮捕した。「正義の下では全てが正当化される」という主義を掲げ、車に覚醒剤を仕込む、白竜を売るように迫るなど手段を選ばないが、一般人を巻き込むことは嫌い、サメの母親を人質に取ることはしなかった。また、男社会の警察の厳しさを身をもって痛感しているため、身内の不祥事や不正に関しても厳しい姿勢を見せる。白竜に警察によるみかじめ料徴収という不祥事を突きつけられ、さらに風俗店オーナー達から証言が出たことで責任を取って辞任しようとするも白竜の提案で辞任しない代わりに黒須組の釈放を受け入れた。騒動後は白竜に対して経験したことのない感情を抱いてしまい、一夜を共に過ごしたことでそれが恋愛感情であると気付くも互いの立場から「今夜限り」と言い聞かせ、彼が去った後に1人涙を流していた。
井原 隆史（いはら たかし）
六本木中央署副署長。54歳。
水口 譲二（みずぐち じょうじ）
六本木中央署生活安全課刑事。34歳。キャリア組を毛嫌いしており、当初は如月と対立するも「六本木浄化作戦」を断行する彼女に白竜逮捕を進言する。剛野組系列の店からみかじめ料を徴収する代わりに摘発や捜査の情報を流すなど剛野とは持ちつ持たれつの関係を続けている。浄化作戦では如月と共に黒須や組員達を次々と逮捕し、サメの母親を人質に取る、黒須の馴染みのホステスの不法滞在を黙認する代わりに被害届を書かせるなど彼女以上に手段を選ばない悪質な手口で作戦を進める。しかし、白竜にみかじめ料を徴収していた事実を暴露されてしまい、如月によって懲戒免職の処分を下された。免職後も白竜に復讐すると息巻くも剛野に「口の利き方に気をつけろ」と切り捨てられた。
天宮 祐希（あまみや ゆうき）
警察庁警備局・外事情報部国際テロリズム課。26歳。複数のテロを未然に防ぐなど敏腕として知られ、本人の戦闘力も複数の男を1人で撃退するほど。職業上ヤクザには縁もゆかりもないが、民自党幹事長の成沢の指示を受けて白竜潰しを開始する。当初は彼を典型的なヤクザとして見下していたが、調査の過程で他のヤクザとは違うと理解する。また、学生時代に複数の男から輪姦された経験から女性を傷つける男を「ケダモノ」と憎んでおり、ヒデヨシの本性を知ったことで白竜潰しに疑問を抱く。その後はヒデヨシの様なケダモノを抑えつけるには白竜の様な存在が必要と考え、成沢に反発するも部下達の暴走によって彼らの弱みを握られてしまい、その際に自分たちの行動を全て見切られていたことを知った。騒動後は白竜に敗北を認め、悲惨な過去も忘れることができた。
野村 忠義（のむら ただよし）
天宮の部下。32歳。当初は天宮と共に白竜の調査を進めていたが、彼女に反発された成沢の命令で田中と共に白竜の部屋に薬物を仕込んで逮捕する。尋問では白竜に自白剤を投与するも失敗する。その後は成沢の指示で白竜を殺そうとするも薬物を仕込んだ証拠を握られてしまった。
田中 幹男（たなか みきお）
天宮の部下。28歳。当初は天宮と共に白竜の調査を進めていたが、彼女に反発された成沢の命令で野村と共に白竜の部屋に薬物を仕込んで逮捕する。尋問では白竜に自白剤を投与するも失敗する。その後は成沢の指示で白竜を殺そうとするも薬物を仕込んだ証拠を握られてしまった。
四方精一朗（しほう せいいちろう）
西都鉄道先代社長・筒井永吉の懐刀と呼ばれた顧問弁護士。故人。西都鉄道の表裏全てを知っている男と言われ、借名株など時には法の力を曲げてまで西都鉄道に尽くしてきた程の一本気のある性格と評される。かつて総会屋の平中と一触即発となるも親交を持ち、互いに「サムライ」と認め合う仲だった。しかし、引退後に発行された社史から存在を抹消された事がショックで病気がちになり、この世を去った。しかし、彼が死ぬ前に平中に託したノートが西都鉄道崩壊のきっかけとなった。
池端 耕作（いけばた こうさく）
オパールカードビジネス顧問弁護士。65歳。社長の佐原に大和川組の要求には一切応えてはならないと主張し、多少の犠牲は仕方ないと言った。
宗田 理一（むなだ りいち）
大和川組顧問弁護士。48歳。オパールカードに10億を吹っかけた大竹に対して刑事告訴と実刑判決が下ると警告し、組長の大和川にも使用者責任が適応されると言った。
ヴィト・マンノーネ
ローマ検察庁検事。36歳。荒々しい性格で周りからはチンピラ呼ばわりされているが熱い正義感の持ち主で、たとえ同業者や権力者の不正でも決して許さないほど。白竜に焚き付けられてテクノカーサ社及びプリズミオン社を家宅捜査し、ダニエルと対立する。その後も白竜と協力してバチカン銀行に「愛の口座」の開示を要求するように働きかけた。しかし、バチカンからはその要求を断られ、手を引いた。
ブルーノ
ローマ検察庁主任検事。52歳。ヴィトの収賄事件捜査に難色を示すも女性関係をネタに渋々許可を出した。

#### 『HADOU』で登場
又野 五郎（またの ごろう）
警視庁刑事。深見の指示で神木を冤罪に陥れたが、それを見ていた白竜に捕まって耳を撃ち抜かれ、自白させられた。

### 興行・芸能関係
和久井茂樹（わくい しげき）
オールジャパンキックボクシング連合会会長。48歳。自身も元キックボクシング日本チャンピオンであり、その実力は引退した現在でも佐田安が気付かない速さのボディブローで膝をつかせた程。「ビクトリー」という引退した格闘技選手や腕自慢などをマッチメイクした試合で儲けており、みかじめ料の徴収に訪れた田代達を一蹴したことで白竜の逆襲に遭い、渋々共同経営の条件を呑んだ。
斉田 誠二（さいた せいじ）
オールジャパンキックボクシング連合会チーフトレーナーであり、自身も選手の1人。36歳。
咲原（さきはら）
プロ野球球団・帝神軍の4番。関西系の極道組織である「暴友会」の野球賭博に無理やり参加させられており、これを知った帝神軍ファンである黒須の指示を受けた黒須興業組員達に救われる。しかし、野球賭博による不調でオーナーの怒りを買い、解雇されそうになるも白竜の機転で白紙に戻った。
山辺（やまべ）
帝神軍のオーナー。野球賭博の事実を知らないため、咲原の賭博による不調に激怒して解雇通告を下すが、白竜に「咲原の本来の価値を見るように」と示唆され、解雇通告を取り消した。

#### 『LEGEND』で登場
若豪快（わかごうかい）
大相撲大関。野球賭博を常習的に行なっており、勝ち分を中継役の吉行に支払ってもらおうとするも世間に公表すると脅される。これを受けた親方が後援会でもある黒須に相談し、吉行とバックについていた恵比洲会に手を引かせたことで丸く収まった。

### 役人関係
矢部（やべ）
国税局の査察官で白竜の大学時代の同級生。白竜から「ビクトリー」の脱税疑惑の疑いを聞いて調査する。
山本（やまもと）
国営鉄道清算事業会幹部で桑田の元部下。東京駅の入札戦で村尾建設の鬼島から依頼を受けた桑田に東京駅の予定価格を教えた。しかし、チャンの策略で予定価格の漏洩がバレてしまい、箝口令を敷かれたために汐留の予定価格は教えなかった。その後は鬼島の接待を受けるも要求を一蹴した。

#### 『LEGEND』で登場
ポール
英国の監査機関・IWGPのメンバー。ケビンの依頼でオリオンを監査し、粉飾決算の事実を伝えた。
フランコ・バレージ
バチカン銀行幹部。52歳。妻子持ち。白竜の策でスキャンダルを握られ、収賄事件の詳細を吐くように要求されたことでジャンピエロをけしかけるも失敗、結局吐かされた。その後は白竜に協力していたが、最後は口封じのためにミルコが放ったジャンピエロに射殺された。

#### 『HADOU』で登場
深見 祐希（ふかみ ゆうき）
経済産業省通商政策局 国際経済課課長。28歳。「神の調合師」と呼ばれる神木を外国の会社に奪われることを「国家の損失」とし、そのためには超法規的措置も厭わないほど。パルソニック社長の九鬼と協力してサンローを買収した。周りからは「アイスウーマン」と呼ばれるやり手だが、九鬼からは「役人風情」と舐められている。自身は神木の高待遇を主張し、彼を追い詰める九鬼のやり方に反発する。しかし、先述の超法規的措置の証拠を白竜に握られた末に神木はサムソンに移ってしまい、煮湯を飲まされた。

### 政治家
海野 波彦（うみの なみひこ）
衆議院議員。自身のパーティーで黒須を見下したことで彼が選挙に立候補してしまい、対立する。当初は現職の立場を活かして優位に立っていたが、白竜の作戦で劣勢に立たされる。しかし、投票当日に黒須がヤクザであることをバラし、窮地に追い込むも彼が自殺しようといていた母子を助けたことで流れが逆転し、敗北した。
正木（まさき）
海野の懐刀で選挙対策本部長。業界では数々の人間を当選に導いたやり手と評され、白竜も警戒していた。黒須がヤクザである証拠を握るも報復を恐れる海野に無断で証拠をばら撒くも敗北した。
貝原 次郎（かいばら じろう）
都議会議員で海野を支える四奉行の1人。32歳。電車と若さを利用したフットワークで票を集めていることを白竜に逆手に取られ、痴漢の犯人に仕立て上げられたことで海野の票を手放した。
島木 茂市（しまき もいち）
都議会議員で海野を支える四奉行の1人。53歳。SMプレイが趣味のため、黒須組系列のSMクラブで遊んでいたところを白竜に証拠を握られ、海野の票を手放した。
磯田 健太（いそだ けんた）
都議会議員で海野を支える四奉行の1人。38歳。表向きは商店街を守るために大型スーパー建設反対運動を展開しており、市民からの信頼も厚かったが、裏ではそのスーパーから賄賂をもらうなどしており、その証拠を白竜に握られて海野の票を手放した。
岩本 哲（いわもと てつ）
都議会議員で海野を支える四奉行の1人。48歳。元大学教授で現在は環境汚染委員や自治会、PTA会長を兼任するなど市民派の議員。プライベートも特に目立った点はなく夜遊びもしないため、田代からは「完璧な男」と言われたが、裏では毎晩娘に性的虐待をしており、白竜からは「最悪のケダモノ」と酷評された。その証拠を白竜に握られ、海野の票を手放した。
高山 俊彦（たかやま としひこ）
衆議院議員。48歳。元村をこき使っており、パー券を買わせたが黒須に阻止された上に元村建設の公共事業受注を保証させられた。

#### 『LEGEND』で登場
成沢 秀行（なるさわ ひでゆき）
民自党幹事長。「影の総裁」「日本のヒットラー」と呼ばれるほどの絶大な権力を持ち、ヒデヨシの父親でもある。ヒデヨシからは「パパ」と呼ばれ、本人もヒデヨシが拉致された際には自衛隊を出動させてでも助け出そうとするほど溺愛している。ヒデヨシが解放された後は白竜潰しを天宮に指示する。後にヒデヨシが覚醒剤を扱って悪事を働いていることを知るが、それでも白竜潰しを強行する。その後は白竜潰しに失敗し、弱みを握られたことで敗北を認めた。
中能 忠義（なかよし ただよし）
飛葉県(モデルはおそらく千葉県)知事。63歳。次の県知事選を有利に進めるため、ファンタジーランドの建設を許可する。しかし、白竜を排除したい尾身川らが結果的に建設案を白紙に戻したことでピンチに陥り、白竜と協力する。その後は過去の政治献金の念書を尾身川に暴露されてしまうも白竜の機転で丸く収まり、無事に当選できた。
ディラー
アフリカのとある国の大統領。過去に里緒奈の接待を受けてその際にダイヤモンドの原石をプレゼントした。しかし、裏では隣国のダイヤ資源を狙って内紛を起こさせ、里緒奈にプレゼントしたダイヤもその時に手に入れたもの。その後は内紛の首謀者として国連の裁判にかけられており、証拠品となった里緒奈のダイヤを取り戻すために反乱軍のジャックをけしかけるも失敗し、全ての悪事をばらされた。
咲山寛次郎（さきやま　かんじろう）
東京都知事。62歳。東京空港の国際化を目論み、その利権を自らの盟友・越中建設に回した。『HADOU』でも登場し、築山・豊波市場問題で白竜と再度対立するも最終的には煮え湯を飲まされ、100億円を支払った挙句にスキャンダルを公開される。
ジェリオ・アンドレイ
イタリア首相。ダニエルの契約違反に対し、ディアネーゼ社の完全買収または完全売却を要求する。その後もバチカン銀行に対して口座の開示を要求した。しかし、事件の過程で彼が「愛の口座」の所有者の1人であると判明し、イタリアンマフィアのボスと懇意にしていた事実も判明した。

### その他
美神 麗子（みかみ れいこ）
相愛若葉学園の教員。26歳。佐田安の実子の入学試験の面接官として登場。教育者としてソクラテスを信奉しているが、そこの矛盾点を佐田安の代わりに面接を受けていた白竜に指摘されてやり込められるも彼に惚れてしまう。しかし、白竜がヤクザだと知り幻滅するも「ヤクザの子はヤクザになるしかないのか」と言われ、合格通知を届けた。
その後は白竜にアプローチし続けるも「極道の女には向いてないから自分と関わるべきでない」と一蹴された。
利香（りか）
吉村証券社長・吉村の若妻。浮気癖があり、彼が別れを切り出せないのを良いことに浮気を繰り返し、それをネタに恐喝を受けていた吉村に対しても開き直っていた。しかし、白竜の指示で威嚇射撃を受けて泣きながら吉村に謝罪し、家庭的な良妻に変わった。
瑠璃子（るりこ）
暴友会の息がかかった女性。野球賭博を辞めたいという咲原に対して「試合を操れている」と説き伏せていた。
小夜子（さよこ）
神内の元愛人。元々は二ノ宮という男がいたが、彼からは利用されていた。しかし、それでも二ノ宮のことを愛しており、彼と神内の取引で切り捨てられてもその気持ちは変わらなかった。後に神内の愛人となるも彼が二ノ宮を殺害したことを知って襲うも返り討ちに遭った。その後も神内への復讐に燃えていたようでそのことを調べた白竜と結託して神内を完全敗北に追い込んだ。
美佐子（みさこ）
小料理屋・「菜の花」の女将。店に訪れた利夫と知り合い、彼の穏やかな一面に惚れて恋仲となる。利夫をヤクザから足を洗わせるために白竜に直談判をするなど芯の強い女性(白竜は2人の姿勢を見て無条件で組を抜けさせた)。
ハルキ
竹中の愛人である奈美の息子。夜の繁華街を彷徨いていたところを白竜と出会う。奈美からは日常的に虐待を受けていたが、それでも彼女のことを母親として慕っており、竹中の子を孕んだ奈美が銀星会に襲われたことで白竜に助けを求める。白竜が問題を解決した後は2億円が入った金庫の鍵を渡され、「大人になったら開けるように」と告げられた。
奈美（なみ）
ハルキの母親でクラブのママ。竹中の愛人であるため、息子のハルキをぞんざいに扱っている。後に竹中の子を孕んだことで彼の依頼を受けた銀星会に襲われて流産してしまう。騒動後は竹中から5000万円の慰謝料を渡されるも白竜に「今後虐待をしたら容赦しない」と釘を刺された。
ミーナ
黒須の愛人の1人で色情狂。18歳。不在時に悪い虫がつくことを恐れた黒須がケンジを護衛として派遣するも事あるごとに彼の目を盗んで出かけようとし、それでも張り付いてくるケンジに対して今度は誘惑する。その状況に泣きついたケンジの要請で田代が派遣されるも同じように誘惑した。これを受けた白竜が冗談半分で亜利沙を派遣し、彼女に手懐けられた事でようやく大人しくなった。

#### 『LEGEND』で登場
浅岡 寧々（あさおか ねね）
本業はグラビアアイドルだが、それだけでは収入的に厳しかったため、ヒデヨシの経営するデリヘルで働いていた。しかし、覚醒剤を打たれた上にあまりにも過激なプレイ内容に耐えかねて逃げ出し、そこにたまたま居合わせた白竜に助け出される。当初は覚醒剤の禁断症状に苦しみ、ヒデヨシからの報復を恐れて口を割らなかったが、黒須組の庇護の下で全てを話した。その後はヒデヨシのデリヘルが潰れたことで他の女性共々病院でリハビリを受けた後にグラビアの仕事に復帰することができ、白竜に感謝の言葉を述べた。
岸村ジョージ（きしむら）
極道ではないが麻薬中毒者で刺青を入れている。過去に田代に恥をかかされたことを恨んでおり、愛人の杏奈を使って復讐を目論む。しかし、計画がバレたことで田代から制裁を受け、毎月100万円の上納金を課せられた。
杏奈（あんな）
岸村の愛人。音大生。背中にブラックライトタトゥーを入れている。大企業の幹部令嬢でプロのピアニストを目指していると嘘をついて田代に近づき、ヤクザを辞めさせようとするも白竜に身の周りを調べられ、素性を知られてしまう。ジョージが制裁を受けた後はソープに沈む羽目となった。
前田 賢作（まえだ けんさく）
パワーリフティングの選手。ジムで鍛えていた剛野との勝負に勝ち、挑発するも我慢していた剛野に対し、今度はジムの外で挑発したことで剛野から制裁を受け、発砲された。
ニセ白竜（はくりゅう）
白竜に似ていると言われたことがきっかけで白竜の名を騙って剛野の盆や蒼和会のクラブを荒らすなどやりたい放題していたが本物の白竜に捕まり、その頃に白竜を狙っていた経勢会組員を捕らえるのに利用される。
相棒としてニセ物のケンジも登場し、格好や額の傷はそっくりだが、体型は本物と違ってかなりの肥満体型だったため、本物のケンジは激怒していた。
忘恩寺春海（ぼうおんじ しゅんかい）
僧侶でありながら「成仏」と称して女性と肉体関係を持つなど俗にまみれた男。宗派の戒律から愛人を囲ったりするなど強引な主張をしてはケンジから突っ込まれている。寺を入手したことでそれまでその寺に墓地の永代使用権を支払っていた者たちから二重に使用権を巻き上げようとしたことで白竜達と対立する。「仏の御告げ」と称して予言を伝え、その予言は事実となっていたが実際は六本木愚連隊を使って予言を事実にしており、彼らを飼い慣らすための大量の覚醒剤を仏壇に隠し持っている。しかし、白竜によってそれらの事実が暴かれ、報復として六本木愚連隊をけしかけるも失敗、寺の実権を握られた。
新条 一樹（しんじょう かずき）
ヤクザの規律に縛られることを嫌った暴走族OBを中心とした集団・「六本木愚連隊」のリーダー。自身を含めたチームのほぼ全員が麻薬中毒者であり、忘恩寺の手足となる代わりに覚醒剤を流されていた。白竜と対立した忘恩寺の指示で黒須組を襲うも逆にチームを全滅させられる。しかし、自身はその場から逃げ延びて単独で黒須を人質に取るも白竜に撃たれて返り討ちに遭った。
藤原 愛佳（ふじわら あいか）
銀座でも指折りのナイトクラブ・「ミレニアム」のナンバーワン。来店した黒須に対して貫目が足りないと挑発し、これを受けた彼が店の酒を本気で飲み干そうとしたため、敗北を認めて一夜を過ごすも黒須からは「心までは蕩けなかった」と言われてしまった。
遠藤里緒奈（えんどう りおな）
六本木の最高級クラブ・「ダイヤモンド」のトップホステス。夜の街では有名人だが、ナディンのような駆け出しにも分け隔てなく接する優しさを持っており、彼らからは尊敬されている。一方で黒須に対して「頭どーかしてる」「一緒に泊まりたくない」とつぶやくなど毒舌な一面もある。過去にとある国の大統領を接待し、お礼として大きなダイヤの原石(白竜の見立てでは億単位の価値)をプレゼントされたことがきっかけで大事件に巻き込まれる。なお、彼女はその原石を「汚い石」としか思っていなかったようで捨ててしまったとのこと。しかし、実際は故郷の姪に渡していたことを思い出し、事件の解決に繋がった。
ナディン・ゴーディマー
六本木でキャッチの仕事をしている。22歳。過去に故郷が紛争に巻き込まれたことを「この世の地獄を見た」と語っており、度胸もかなりのもの。かつて家族を皆殺しにしたジャックが里緒奈を狙っていることに気づいて彼女の故郷に乗り込み、白竜達の協力もあってジャックを捕らえることに成功する。その時はジャックを殺そうとするも彼の過去を知り、許すことに決めた。
アバ・エバン
ナディンと共に六本木でキャッチの仕事をしている。20歳。
ジャック
ナディンの母国の反政府軍の軍人。目元に三角の傷跡がある。自身も故郷を襲われ、強制的に少年部隊として反乱軍に加入した過去を持つ。その戦闘力はかなりのもので、白竜を含めた黒須組相手に有利に立ち回るほど。また、相手を銃で脅す際に「まずは耳、次は鼻、そして眼球を吹っ飛ばす」と告げる癖がある。ディラーの指示で里緒奈を狙い、その過程で彼女のクラブのママを殺害する。その後は里緒奈の故郷に乗り込み、彼女を殺そうとするも駆けつけたナディンと白竜達に敗れる。その際に自身もナディンと同じように故郷を襲われて反乱軍に加入したこと、彼の家族や故郷の住人を始めとする多数の人間を殺し続けたことで罪の意識に苦しめられていることを明かし、彼から許された。最後は自身を許してくれたナディンに感謝し、白竜達に情報を喋ろうとしたところに現れたアルハジに射殺された。
アルハジ
ジャックの上司で反乱軍の人間。かつて彼の故郷を襲って強制的に部隊に引き入れた。その後はディラーとジャックの間に立って指示を送るもジャックが失敗したことで彼を殺害した。最後は白竜達に追い詰められたことで自爆した。
礼音（れいね）
キャバクラ「セリーナ」のホステス。芸能人顔負けのルックスとスタイルを持ち、ケンジと付き合っている。しかし、剛野と密会しているところをケンジに見られ、彼と白竜に事実確認をされた際に男であることが判明する。しかし、性転換をしようとするほどケンジを愛しており、剛野に近づいたのも費用を工面してもらうつもりだった。最終的には苦渋の選択の末にケンジに振られてしまうも剛野に真実を話したところ、彼からは手術費を渡されて「いつまでも待ってる」と告げられた。
安本（やすもと）
白竜と度々接触している情報屋。白竜相手に情報料を値切らない度胸の持ち主で白竜も彼の情報の精度を信用している。オリオンの粉飾決算や地検がその会長である冬川を調査しようとしている情報を渡した。
ファブリッツォ・ザッカルド
ローマ教会枢機卿。72歳。一聖職者としてバチカン銀行の収賄事件を嘆かわしく思っており、ミルコに「愛の口座」の発表を指示するも彼から口座の所有者を教えられて真実の公表と黙秘に悩む。その後はミルコの放った刺客に殺されそうになるも白竜に助け出される。愛の口座のパスワードを知る人物として白竜からパスワードを教えるように説得されるも事の重大さから明かさない姿勢を取る。しかし、それがきっかけでケンジと佐田安が殺された(演技)ことに罪悪感を感じ、パスワードを教えた。その後は白竜からしばらく身を隠すように言われた。
ミルコ・デ・ムーロ
ローマ教会大司教でバチカン銀行総裁。「愛の口座」に関する収賄事件の秘密を守っており、それを暴こうとする白竜と対立する。手始めに彼に協力していたフランコを始末し、口座の開示を指示するファブリッツォも殺そうとするなど手段を選ばない人物で黒須には「法衣を着たマフィア」と評された。しかし、白竜に秘密を握られ、口座の所有者の1人であると判明した。最後は白竜の息のかかったクリスチャンを側近に置かされた。
神童 桐人（しんどう きりと）
白竜の知り合いであるカトリック教徒。ミルコの弱みを握るために白竜の代理人としてミルコの側近となった。
アングラ
ファブリッツォ暗殺の刺客として登場した外国人の男。仲間と共にケンジと佐田安を殺害し、自身らは駆けつけた田代とヨシキに殺害されたかに見えたが、実際は黒須組と組んで演技をしていただけであり、本業は仲間を含めて劇団関係の模様。その後はギャラを増やすようにケンジに冗談交じりに言った。
森脇 千里（もりわき せんり）
田代が通うキャバクラのホステスで彼と交際していた。23歳。田代を「白竜よりも輝ける」と持ち上げるも実際は中庭組の遠野の愛人であり、田代に近づいたのも遠野の作戦の為。後に遠野が田代の弱みを握った際に登場し、彼を「初心(ウブ)」と侮辱した。
セレナ・マルソー
27歳。かつて白竜のフランス語講師として関わったことがきっかけで彼と親交を持つようになり、白竜もまた彼女に指輪をプレゼントするなど特別な女性として接していた。一方で「メシアの遺産」の遺産を守る使命を請け負った父親を持ち、その立場を引き継いだばかりだったが、それを狙うブルースによって事件に巻き込まれていく。最後は白竜を巻き込んだことを詫び、新島に撃たれて死亡した。死後は父親と共に弔われ、メシアの遺産も一緒に燃やされた。
ジャン・マルソー
セレナの父親でとある結社「フリーメイソン」のメンバーで「メシアの遺産」を守る使命を請け負っている。娘のセレナを大事に思っているが、その使命の達成のためには娘を切り捨てる覚悟もある。また、ブルースに狙われた白竜からメシアの遺産の詳細を教えるように要求されても頑として口を割らないなど一貫しているが、黒須にはその姿勢を否定され「秘密を守るためには逃げるだけでなく打って出ることも大切だ」と諭された。その後はブルースに遺産の在処を教え、彼が油断した隙をついてブルースを射殺し、自身は直後にブルースの私兵に射殺された。
新島 烈（にいじま れつ）
ブルースのボディーガードで大柄な男。ブルースによると先天的に痛みを感じない病を患っているらしく、自身の手が焼かれていることに匂いを嗅ぐまで気づかなかったこともあるとのこと。実際、白竜に銃で撃たれても全く怯まず、当初は病のことを知らなかった彼からは「化け物」と評された。また、忠誠心もかなりのものでブルースを身を挺して庇ったり、彼の死には涙していた。後にブルースの腹違いの弟であると白竜に暴かれ、前述の忠誠心も弟として認められたい一心から来るものだった。最後はブルースに代わる支配者として君臨しようとするも白竜に全身を撃たれて射殺された。
柿本 信也（かきもと しんや）
六本の木教会の神父。38歳。前科7犯で人生の半分以上を刑務所で過ごしていた経歴を持ち、4年前までは「池袋の王」として柿本組を率いて覚醒剤などで池袋一帯を牛耳っていた。また、自身も覚醒剤を服用しており、当時愚連隊だったケンジを理由もなくいたぶったり、池袋の不良チームを単身で壊滅させるなど冷酷非情な人物で周りからは「狂犬柿本」と恐れられていた。かつてばら撒いた覚醒剤が原因でケンジの友人を死に追いやったことが明かされたが、現在はそれらの罪を背負うべく神父になったと主張し、木田川によって信者が薬物中毒にされた際には薬物の危険さを必死に説き、自らの過去も全て明かした。その後は沙織が拉致された際にケンジと揉めるも真実を知って和解。2人で木田川の事務所に殴り込もうとしたところに現れた黒須組に制止され、事件の行く末を見届けた。
沙織（さおり）
男に絡まれていたところをケンジに助けられたことで親交を持つようになった清楚な女性。敬虔なるクリスチャンで神父の柿本のことを慕っており、ケンジを教会へ誘った。しかし、柿本に恨みを持つ木田川によって薬物中毒にされてしまい、拉致される。その後は黒須組に救われた。

#### 『HADOU』で登場
本城 祥子（ほんじょう しょうこ）
東都ガス不動産部長・本城の娘。父親が自殺でないことに気づきつつも事件と関わりたくない思いから口を割らなかったが、白竜の説得で豊波問題の裏を話し、安全のためにヒロシが護衛についた。その後は白竜から豊波移転の闇のデータを渡され、秋星に託した。
沙也（さや）
和歌山南大学教授・若瀬の若妻。ホスト狂いの上に薬物中毒になってしまい、そのスキャンダルを白竜に握られてしまう。その後は彼によって薬物から解放され、ホスト通いも控えるようになった。料理好き。
高坂和歌子（こうさか わかこ）
ヒロシの父親の後妻で彼の実母。異母兄に比べて出来が悪いヒロシと彼の家出が原因で家でも冷遇されているらしく、体調も崩しがち。
瑠衣（るい）
外波山が買った女性。周りには15歳の女子高生と思われていたが、実際は「ロリコンの女王」と呼ばれており、年齢も23歳。普段は幼い容姿と体型を活かして六本木の店で働くほかロリコングラビアなどの活動をしており、白竜の差し金で外波山のもとへ送られ、彼のスキャンダルを握ることに成功した。

#### 『番外編』で登場
三上 英司（みかみ えいじ）
六本木のクラブ・「ゴールド」の黒服。26歳。大卒だが、本人曰く「三流大学」とのこと。先の見えない黒服の仕事に嫌気が差し、白竜を追って黒須組から盃を貰おうとするも後輩の古橋がヒットマンであった事実を知ったと同時に白竜から「常に狙われるのがヤクザ」と諭され、六本木を去った。
古橋 良太（ふるはし りょうた）
「ゴールド」のボーイで三上の後輩。18歳。中卒。極貧農家に生まれたため、幼い頃からバイトに明け暮れており、ろくに学校にも行っておらず、姉も中学を出た後に親にソープランドに売り飛ばされたとのこと。三上を慕っていたが、金目当てに白竜暗殺のヒットマンとして雇われ、三上を利用して近づくも白竜に返り討ちに遭い、射殺された。
玲奈（れいな）
「ゴールド」のホステス。三上を気にかけていたようで、仕事中にも度々彼に声をかけていた。しかし、支配人はそれを良く思っていなかったようで、三上に制裁を加えていた。
吉岡 礼治（よしおか れいじ）
表向きはバーのマスターだが、かつて「銀狼」の異名で恐れられた凄腕の元殺し屋であり、大企業幹部や政治家など多数の要人暗殺に関わっていた。剛野組の柳川によるとその腕前は30年間1度も下手を打ったことがないといい、一線を退いた現在でもその片鱗を窺わせる。柳川から白竜暗殺を打診されるも当初は断る。しかし、行きずりの女性との間に大学生になる娘がおり、彼女には素性を隠して学費などを援助している事実を握られ、白竜暗殺を決意する。白竜を暗殺しようとするも返り討ちに遭った上に彼が自身も気づかなかった別の殺し屋を始末したことで格の違いを思い知り、死を覚悟するも解放された。その後は自身をけしかけた柳川に宣戦布告をし、姿を消した。柳川も彼に関わるのは危険と判断し、手を引いた。
ジェニー
六本木のフィリピンクラブ「セクシー」のホステス。日本に来るために作ってしまった借金を返済すべく利夫に近づいた。なお、利夫のことは金蔓としか思っていなかった模様。

### 『原子力マフィア編』で登場
仲里健太郎（なかさと けんたろう）
東西大学教授地質学教授。72歳。30年前は原発の安全審査会のメンバーを務めており、現在もその件で東都電力から監視を受けている。しかし、妻が平井に殺害されたことで堪忍袋の緒が切れて白竜と協力関係となり、最終的には妻の仇を討つことが出来た。
合田（あいだ）
東都電力の現場責任者。新潟の二の羽原発の闇をケンジ達に教え、それがきっかけで白竜が原発問題へ介入していく。
牧原（まきはら）
東都電力の末端として原発で働いていたが、被曝が原因で死亡し、その事実は東都電力に葬られた。また、彼以外にも原発の従業員が次々と亡くなっているとのこと。
井之頭源八（いのがしら げんぱち）
二の羽警察署刑事。42歳。地元では市民から金を巻き上げている悪徳刑事。原発の件を嗅ぎ回っていた白竜達を追い返す。後に重田の指示を受けて光元を呼び出し、殺害した。その後は黒須組に拉致され、白竜に顔の皮を剥がされたことで失血死した。
重田 春信（しげた はるのぶ）
東都電力社長。66歳。原発の闇を隠しており、それを暴こうとする白竜や光元と対立する。光元を始末したものの白竜の暗殺には失敗し、平井が自白させられたことで白竜に原発の闇に対する口止め料を支払うも「外道には外道の接し方がある」としてマスコミに情報をばら撒かれた。
氷川 令仁（ひかわ れいじ）
重田の秘書。28歳。
光元 秀哉（みつもと ひでや）
新潟中央日報記者。かつて原発従業員の父親を亡くし、その復讐と社会のために原発の闇を暴こうと奮闘している。利益のために動く白竜達を拒絶しながらも原発の闇の詳細について教えた。しかし、重田の指示を受けた井之頭に襲撃され、死亡した。事切れる寸前に白竜に原発の闇の暴露を託した。
平井 勝正（ひらい かつまさ）
警視庁組織対策部4課刑事。通称「鬼暴」。田代を平手打ちでふっ飛ばしたりするなど腕っ節が強く、相手の心を読むことにも長けている。仲里を日頃から監視する男で、後に重田の指示を受けて光元を襲撃し、殺害した。その後は黒須を強引に逮捕し、白竜に脅しをかけるも交渉は決裂し、黒須を留置所で殺そうとする。しかし、失敗した上に黒須組に拉致され、白竜に顔の皮を剥がされそうになったことで黒須殺害を中止し、原発の闇に対して自白させられて解放されたが、何者かに線路に突き落とされて死亡した。

### 『地の果ての海の始まり編』に登場
メーオ
リュウ(後の白竜)の生まれ故郷であるタイのパイアイ村に暮らすイサーン人の少女。容姿端麗で優しく、白い肌のせいで村でいじめに遭っていたリュウに対しても優しく接し、彼のことを愛していた。ある日、人買いによってバンコクに売られ、途中でリュウに助け出されるも「家族のためには仕方ない」と主張し、涙を流しながら彼に永遠の別れを告げた。その後は行方が分からなかったが、サイバーバンク社長・狩場曜一郎のもとにいることが判明する。事件後はリュウとの再会を喜ぶも狩場に身体を売ってしまったことから「自分にはもうリュウに愛される資格はない」と涙を流し、タイヘ戻っていった。
長老（ちょうろう）
パイアイ村のまとめ役の老人。仕事を求めてきたリュウに対し、当初は差別意識からきつい仕事をさせるもそれに耐え抜いたリュウを見直すようになる。村全体が貧しい農業生活に陥っていることを嘆いていたが、リュウの提案で生産者が直接作物を売る「パイアイ市場」を始め、村全体の生活が改善したことで彼に感謝の言葉を述べた。自身はリュウに村を継いで欲しいと思っていたが、同時に「彼は小さな村で終わらない」と感じており、メーオ探しに村を出るリュウを快く送り出し、イサーン人としての誇りを忘れないように説いた。リュウが覚醒剤所持で逮捕された際も彼の無罪を信じていたが、バンコクで死んだ知らせを受けて落胆していた。
スラポン
メーオの父親で飲んだくれ。家計のためにメーオを人買いに売ったが、その目には涙が溢れていた。後にリュウと長老がパイアイ市場を始める際に村人達が反対するなか、唯一計画に賛同し、生活を改善できた。その後はリュウに感謝を述べたが、メーオを売ってしまったことを後悔していた。
ダム
パイアイ村の少年で体格が良い。白い肌を持つという理由でリュウをいつも虐めており、メーオ救出に動く彼の前に立ちはだかるも取り巻き共々返り討ちに遭った。その後も負けを認められず、リュウに再戦を要求するも彼の内側に潜む何かを感じ、彼を避けるようになった。
レック
リュウの母親。息子と違い、褐色の肌を持つ。幼いリュウに日本語を教えたらしく、それ故に自分の出生に疑問を持つリュウから疑われていたが、彼女自身はリュウに愛情を持っており、彼が村を出る時は涙を流していた。また、リュウに父親について教えるように言われた際には頑なに拒否していた。その後もリュウの安否を心配していたが、彼が死んだ知らせを受けて涙を流していた。後に曜一郎が厳選した日本人女性との1000人もの子供を出産させる際に選ばれたタイ人の代理母の1人であったことが判明した。事件後もリュウを偲んで暮らしていたが、突如送られた大金の送り主がリュウであることと彼の生存を感じとり、その場に崩れ落ちた。
ソムチャイ
タイの人身売買の組織と取引する売人で、通称「女衒のソムチャイ」。メーオを輸送中にリュウに襲われるも彼が立ち去ったことで無事に任務を遂行できた。しかし、再びリュウと遭遇し、取り巻き共々叩きのめされた。その際に組織のことを教え、姿をくらますつもりだったが、組織に口封じとして殺害され、溺死として処理された。
パヤオ　オラヌット
ソムチャイの取り巻き。最期はソムチャイと共に殺害された。
ナバー・ギアットワンチャイ
高級レストラン「ナムチャイ」のオーナーで地域のオーナー会会長。46歳。イサーン人がたむろしていると客が寄り付かないという理由で彼らを排除させていた。しかし、リュウに家族を人質に取られ、「貧乏人から一代で財を築いた自身のようにイサーン人も頑張るべき」と主張したが、「それが出来ない人もいる」と返された。その後はリュウの提案でイサーン人達に条件付き(身なりを整え、昼は橋をうろつかないなど)で橋に住むことを承諾した。
ソンプン
バンコクのヒンプラクラオ橋の下で生活するイサーン人達の1人。橋を訪れたリュウに対して優しく接し、イサーン人がタイの発展に貢献しながらも虐げられているという現状を教えた。また、メーオはタニヤなどの高級歓楽街に行けばいるはずだとアドバイスし、激励した。
ブンガン
バンコクの所轄署の警官。橋に寝泊まりするイサーン人達に凄惨ないじめをしており、賄賂を巻き上げているため、彼らからは「ピンプラクラオ橋の鬼」と恐れられている。更に、ナパーの指示でイサーン人達を追い出すが、ナパーが手を引いたことで自身も今後は干渉しないと告げた。その後はランバーの計画で覚醒剤を扱ったとされるリュウを逮捕し、黒須との取引で証言を覆そうとするもそれに気づいたランバーに殺された。
メッグン
ブンガンの部下。最期は彼と共にランバーに殺された。
サーイ
タイのナナプラザで働いており、メーオ(実際はジェイ)の元同僚。メーオを探しにきたリュウに対し、彼女は中華街に移されたことと覚醒剤を打たれても耐えている彼女を助けるよう白竜に懇願した。その後は一攫千金を狙ってやってきた若かりし黒須に身体を売っていた。その後も度々登場し、黒須を「クロチャン」と呼ぶなど慕っていたようだが、最後はタイを発つ黒須に「日本に来ないか」と誘われるも自身では足手纏いになると考え、泣く泣く別れた。
クン
カンボジアの60ストリートで働く女性。リュウにメーオ(ジェイ)の居場所を伝えたが、裏では地元のチンピラに情報を流していた。その際に謝礼を要求するも彼らから制裁を受けた。最後はその恨みを晴らすためにチンピラの1人を刺し、自身は他のチンピラに殺害された。
ジェイ
メーオと似ており、境遇もほとんど一致していた女性。そのため、リュウは彼女をメーオと思い込んで探し回っていた。リュウが聞き込みをした屋台の店主や元同僚のサーイによると非常に優しい性格の持ち主で芯の強い女性とのこと。しかし、その性格が仇となって覚醒剤を大量に打ち込まれており、リュウが彼女のいるカンボジアに辿り着いた時にはボロボロの状態になっていたが、彼に手引きされて脱出に成功する。最期はリュウに感謝しつつ共にバンコクを目指すも覚醒剤に蝕まれ、辿り着く直前に死亡した。
三池 良二（みついけ りょうじ）中野 健太（なかの けんた）
若かりし頃の黒須の舎弟。三池が28歳で中野が26歳。所属していた組に反発し、そこで若頭を務めていた黒須について行く形で逆縁を切り、バンコクへ訪れた。黒須の奔放さに振り回されながらも彼のことは慕っている模様。しかし、大金を騙し取られた上に子供のリュウを頼りにする黒須に不安を感じ、赤尾から逆縁を不問にする代わりに黒須を殺すように指示され、彼を襲うもリュウの機転で失敗。その後は黒須に命は助けられるも「二度と目の前に現れるな」と言われ、姿を消した。
赤尾曾太郎（あかお そうたろう）
黒須のかつての親。金に固執しており、そのためには「本家への上納金」と称して子分たちに薬物の売買や彼らの妻や女性に風俗を強制させるほどであるが、自分はその金で愛人などに散財していた。また、黒須の妻を強姦する外道ぶりも併せ持っており、黒須を含めた子分たちからは尊敬されてなかった模様。その後、堪忍袋の緒が切れた黒須から逆縁を突きつけられた。
光村 貴史（みつむら たかし）
タイの不動産会社「サイアム・エステート」社員と名乗っていたが、実際はただのブローカーであり、裏カジノの物件を探す黒須の話を盗み聞きして彼に近づき、5000万円を騙し取って姿を消した。しかし、しばらくして自殺したと新聞で報じられるもリュウ達には愛人に殺されて金を奪われたと推測された。
サーラット・ユーイェン
黒須のカジノを利用する客(梨田)が勤めている会社の顧問弁護士。リュウを救い出したい黒須に協力し、手を尽くすも常時とは違う状況に苦戦し、最終的には何もできないまま手を引いた。
ノイ
サーラットに代わる黒須の通訳として紹介された大学生。黒須とブンガンの取引に立ち合い、彼の立ち回りを見て日本のヤクザに興奮していた。
ベン
リュウと同時期に収監された男。ウライという妻がいる。若くして重罪となったリュウに同情し、刑務所での生き方を教えるなど親身に接するが、囚人のリーダー格であるアルニーに脅され、リュウを殺害する。しかし、それはリュウの計画で実際は殺害しておらず、自身もウライの安全を確保された上で黒須の手で保釈された。
アルニー
囚人達のリーダー格である大柄な男。リュウを犯そうとするもチャイに阻止され、それを恨んでベンにリュウを殺害させようとするも失敗した。
チャイ
タイのバンロップ刑務所の看守。組織の指示でリュウを殺さずに収監させていたが彼が死んだことで失敗する。最期は組織の息がかかった囚人達の喧嘩に巻き込まれて殺害された。
シワラック
バンロップ刑務所の医者。肉汁や涎のついた手で傷口を抉るなど医者でありながら清潔感のない男。黒須に金を積まれてリュウの死を偽装した。
ランバー・ソムデート
警察やマフィア、有力者でさえ手が出せないと評され、トップは警察官僚だと噂されるタイの人身売買組織の大幹部。36歳。自身に接触してきたリュウに対し、彼の度胸を認めつつもメーオを買い戻すために30万バーツ(メーオを買った金額はリュウ曰く5000バーツほど)を要求する。その後はリュウを嵌めて逮捕させたが、彼が(表向きには)死んだことで組織から制裁を受けた。しかし、死んだはずのリュウと再び会い、嵌めた理由を問い詰められるも組織が放った刺客に撃たれ、「メーオの身柄や全ての答えは日本にある」と言い残して死亡した。
ルワン
人身売買組織の一員。組織の命令でリュウを捕らえて手を引くように脅し、黒須を殺害したが、リュウはその脅しを破り、黒須も防弾チョッキで生きていたことで結果的に任務に失敗した。
ポーン・キングビッチ
タイランド上級警察大佐で人身売買組織のボスであり、ランバーの上司。72歳。かつて貧困だったランバーを拾い、彼からは父親と思われるほど尊敬されていたが、本人はミスを許せない冷酷非情な性格で自分以外の人間を誰も信用せず、失態を犯せば腹心の部下ですら容赦なく制裁、殺害する男。リュウを死なせてしまったランバーに制裁を加え、殺害した。曜一郎とは盟友とも呼べる間柄であり、かつてタイ、ミャンマー、ラオスに挟まれた巨大な麻薬密造地帯「黄金の三角地帯」を牛耳ることで自身の王国を築こうとしたが失敗。その後もメーオを紹介するなど曜一郎とは懇意にしている。自身と狩場の宴席に乗り込んできたリュウ、黒須と銃撃戦になり、リュウを撃ち殺そうとするも黒須が投げたナイフが首に刺さって死亡した。
狩場曜一郎（かりば よういちろう）
通信会社「サイバーバンク」社長。46歳。ポーンとは盟友とも呼べる間柄であり、かつてタイ、ミャンマー、ラオスに挟まれた巨大な麻薬密造地帯「黄金の三角地帯」を牛耳ることで自身の王国を築こうとしたが失敗。その後はポーンから紹介されたメーオを我が物にしようとし、リュウが彼女の心の支えとなっていることに気づき、リュウを殺さずに終身刑に追い込んだのも彼の差し金だった。しかし、それらを乗り越えて来日したリュウと直接顔を合わせ、その際に黒須から過去に実弟の大二郎を使って自身と厳選した日本人女性の1000人もの子供をタイ人の代理母に出産させており、その中にリュウが含まれていたこととリュウの実の父親であることを暴かれる。リュウが自身の息子と知ると彼を迎えようとするも拒絶され、キングビッチと共にリュウと黒須を殺そうとするも返り討ちに遭い、リュウに額を撃たれて死亡した。

## 書誌情報
- 天王寺大（原作）渡辺みちお（作画）『白竜』、日本文芸社〈ニチブンコミックス〉、全21巻
  1. 1997年6月19日発売[35]、ISBN 978-4-537-09731-3
  2. 1998年2月19日発売[36]、ISBN 978-4-537-09772-6
  3. 1998年12月7日発売[37]、ISBN 978-4-537-09819-8
  4. 1999年6月19日発売[38]、ISBN 978-4-537-09853-2
  5. 1999年11月9日発売[39]、ISBN 978-4-537-09880-8
  6. 2000年5月10日発売[40]、ISBN 978-4-537-09915-7
  7. 2000年11月9日発売[41]、ISBN 978-4-537-09953-9
  8. 2001年4月9日発売[42]、ISBN 978-4-537-09988-1
  9. 2001年10月9日発売[43]、ISBN 978-4-537-10031-0
  10. 2002年4月9日発売[44]、ISBN 978-4-537-10078-5
  11. 2002年11月19日発売[45]、ISBN 978-4-537-10141-6
  12. 2003年4月18日発売[46]、ISBN 978-4-537-10187-4
  13. 2003年11月19日発売[47]、ISBN 978-4-537-10249-9
  14. 2004年4月19日発売[48]、ISBN 978-4-537-10290-1
  15. 2004年11月19日発売[49]、ISBN 978-4-537-10354-0
  16. 2005年6月9日発売[50]、ISBN 978-4-537-10410-3
  17. 2006年2月16日発売[51]、ISBN 978-4-537-10480-6
  18. 2006年11月9日発売[52]、ISBN 978-4-537-10546-9
  19. 2007年7月9日発売[53]、ISBN 978-4-537-10683-1
  20. 2007年10月19日発売[54]、ISBN 978-4-537-10730-2
  21. 2008年2月18日発売[55]、ISBN 978-4-537-10787-6
- 天王寺大（原作）渡辺みちお（作画）『白竜LEGEND』、日本文芸社〈ニチブンコミックス〉、全46巻
  1. 2008年4月9日発売[56]、ISBN 978-4-537-10808-8
  2. 2008年6月9日発売[57]、ISBN 978-4-537-10833-0
  3. 2008年9月19日発売[58]、ISBN 978-4-537-10878-1
  4. 2008年11月19日発売[59]、ISBN 978-4-537-10894-1
  5. 2009年1月9日発売[60]、ISBN 978-4-537-10920-7
  6. 2009年3月9日発売[61]、ISBN 978-4-537-10937-5
  7. 2009年5月20日発売[62]、ISBN 978-4-537-10959-7
  8. 2009年8月19日発売[63]、ISBN 978-4-537-10994-8
  9. 2009年10月8日発売[64]、ISBN 978-4-537-12509-2
  10. 2009年12月9日発売[65]、ISBN 978-4-537-12535-1
  11. 2010年2月10日発売[66]、ISBN 978-4-537-12563-4
  12. 2010年4月10日発売[67]、ISBN 978-4-537-12583-2
  13. 2010年6月9日発売[68]、ISBN 978-4-537-12595-5
  14. 2010年9月9日発売[69]、ISBN 978-4-537-12635-8
  15. 2010年11月8日発売[70]、ISBN 978-4-537-12667-9
  16. 2011年2月9日発売[71]、ISBN 978-4-537-12713-3
  17. 2011年4月8日発売[72]、ISBN 978-4-537-12732-4
  18. 2011年8月27日発売[73]、ISBN 978-4-537-12777-5
  19. 2011年10月19日発売[74]、ISBN 978-4-537-12799-7
  20. 2011年12月9日発売[75]、ISBN 978-4-537-12824-6
  21. 2012年2月8日発売[76]、ISBN 978-4-537-12857-4
  22. 2012年4月7日発売[77]、ISBN 978-4-537-12875-8
  23. 2012年6月28日発売[78]、ISBN 978-4-537-12896-3
  24. 2012年9月18日発売[79]、ISBN 978-4-537-12933-5
  25. 2012年12月13日発売[80]、ISBN 978-4-537-12973-1
  26. 2013年3月18日発売[81]、ISBN 978-4-537-13011-9
  27. 2013年5月18日発売[82]、ISBN 978-4-537-13032-4
  28. 2013年7月19日発売[83]、ISBN 978-4-537-13057-7
  29. 2013年10月9日発売[84]、ISBN 978-4-537-13085-0
  30. 2013年12月9日発売[85]、ISBN 978-4-537-13107-9
  31. 2014年5月19日発売[86]、ISBN 978-4-537-13166-6
  32. 2014年8月18日発売[87]、ISBN 978-4-537-13192-5
  33. 2014年11月19日発売[88]、ISBN 978-4-537-13220-5
  34. 2015年1月19日発売[89]、ISBN 978-4-537-13253-3
  35. 2015年3月19日発売[90]、ISBN 978-4-537-13269-4
  36. 2015年5月18日発売[91]、ISBN 978-4-537-13289-2
  37. 2015年7月18日発売[92]、ISBN 978-4-537-13315-8
  38. 2015年9月19日発売[93]、ISBN 978-4-537-13339-4
  39. 2015年11月19日発売[94]、ISBN 978-4-537-13362-2
  40. 2016年1月18日発売[95]、ISBN 978-4-537-13393-6
  41. 2016年3月19日発売[96]、ISBN 978-4-537-13416-2
  42. 2016年5月19日発売[97]、ISBN 978-4-537-13442-1
  43. 2016年7月19日発売[98]、ISBN 978-4-537-13462-9
  44. 2016年9月17日発売[99]、ISBN 978-4-537-13483-4
  45. 2016年10月19日発売[100]、ISBN 978-4-537-13498-8
  46. 2016年11月19日発売[101]、ISBN 978-4-537-13507-7
- 天王寺大（原作）渡辺みちお（作画）『白竜HADOU』、日本文芸社〈ニチブンコミックス〉、既刊44巻（2025年7月9日現在）
  1. 2017年3月9日発売[102]、ISBN 978-4-537-13557-2
  2. 2017年5月29日発売[103]、ISBN 978-4-537-13587-9
  3. 2017年7月29日発売[104]、ISBN 978-4-537-13607-4
  4. 2017年9月29日発売[105]、ISBN 978-4-537-13629-6
  5. 2017年11月20日発売[106]、ISBN 978-4-537-13652-4
  6. 2018年2月19日発売[107]、ISBN 978-4-537-13694-4
  7. 2018年4月19日発売[108]、ISBN 978-4-537-13729-3
  8. 2018年6月20日発売[109]、ISBN 978-4-537-13761-3
  9. 2018年9月18日発売[110]、ISBN 978-4-537-13808-5
  10. 2018年11月19日発売[111]、ISBN 978-4-537-13840-5
  11. 2019年1月19日発売[112]、ISBN 978-4-537-13870-2
  12. 2019年4月27日発売[113]、ISBN 978-4-537-13910-5
  13. 2019年6月19日発売[114]、ISBN 978-4-537-13938-9
  14. 2019年9月19日発売[115]、ISBN 978-4-537-13978-5
  15. 2019年11月29日発売[116]、ISBN 978-4-537-14169-6
  16. 2020年1月29日発売[117]、ISBN 978-4-537-14191-7
  17. 2020年4月20日発売[118]、ISBN 978-4-537-14231-0
  18. 2020年6月19日発売[119]、ISBN 978-4-537-14254-9
  19. 2020年8月28日発売[120]、ISBN 978-4-537-14277-8
  20. 2020年11月19日発売[121]、ISBN 978-4-537-14305-8
  21. 2021年1月29日発売[122]、ISBN 978-4-537-14333-1
  22. 2021年4月19日発売[123]、ISBN 978-4-537-14363-8
  23. 2021年6月17日発売[124]、ISBN 978-4-537-14382-9
  24. 2021年8月18日発売[125]、ISBN 978-4-537-14399-7
  25. 2021年11月18日発売[126]、ISBN 978-4-537-14429-1
  26. 2022年1月19日発売[127]、ISBN 978-4-537-14451-2
  27. 2022年3月19日発売[128]、ISBN 978-4-537-14480-2
  28. 2022年5月18日発売[129]、ISBN 978-4-537-14505-2
  29. 2022年7月19日発売[130]、ISBN 978-4-537-14529-8
  30. 2022年10月19日発売[131]、ISBN 978-4-537-14557-1
  31. 2022年12月8日発売[132]、ISBN 978-4-537-14576-2
  32. 2023年3月17日発売[133]、ISBN 978-4-537-14622-6
  33. 2023年5月18日発売[134]、ISBN 978-4-537-14642-4
  34. 2023年7月19日発売[135]、ISBN 978-4-537-14668-4
  35. 2023年10月18日発売[136]、ISBN 978-4-537-14704-9
  36. 2023年12月19日発売[137]、ISBN 978-4-537-14741-4
  37. 2024年3月29日発売[138]、ISBN 978-4-537-14793-3
  38. 2024年5月29日発売[139]、ISBN 978-4-537-14827-5
  39. 2024年7月29日発売[140]、ISBN 978-4-537-14858-9
  40. 2024年10月8日発売[141]、ISBN 978-4-537-14904-3
  41. 2024年12月9日発売[142]、ISBN 978-4-537-14931-9
  42. 2025年3月7日発売[143]、ISBN 978-4-537-14974-6
  43. 2025年5月9日発売[144]、ISBN 978-4-537-17231-7
  44. 2025年7月9日発売[145]、ISBN 978-4-537-17262-1

## オリジナルビデオ
俳優の白竜主演（白川竜也 役）で、ケイエスエス版（単発）とGPミュージアムソフト版シリーズがある。

### ケイエスエス版
- 白竜 [Bai-Long]（1998年、ケイエスエス）

#### 出演
- 黒須組若頭 白川竜也(通称：白竜)：白竜
- 黒須組 佐田安(元アジアプロレス エレファントサダヤス)：松田勝
- 天和総業若頭：本郷直樹
- 天和総業組員：崎山祐一
- 天和総業組員：土平友厚
- 相愛若葉学園 面接官：影山英俊
- 相愛若葉学園 ミカミ先生：真弓倫子
- トクナガ：森羅万象
- 中央銀行 支店長：並樹史朗

#### スタッフ
- 監督：金澤活次
- 制作:尾川匠
- 企画：本橋孝夫、伊藤秀裕
- 企画協力：赤坂雅之
- 原作：天王寺大
- 劇画：渡辺みちお 日本文芸社 週刊劇画ゴラク連載
- 脚本：菊地昭典、伊藤秀裕
- プロデューサー：服巻泰三、白井政一、阿部直木
- 撮影：佐藤徹
- 照明：矢部一男
- 録音：沼田和夫
- 美術：野中浩悦
- 編集：島村泰司
- 選曲：金子文郎
- 効果：福島幸雄
- EED：村中康太郎
- 衣裳：戸塚一
- スタイリスト：米村弘光
- ヘアメイク：南谷安子
- 殺陣：中瀬博文
- 制作：エクセレントフィルム
- 製作：ケイエスエス

### GPミュージアムソフト版 シリーズ
- 白竜 シノギの報酬（2006年11月 GPミュージアムソフト）
- 白竜 シノギの報酬Ⅱ（2007年1月 GPミュージアムソフト）
- 白竜3 非情のバトルロワイアル（2007年3月 GPミュージアムソフト）
- 白竜4 赤絨毯の死闘（2007年6月 GPミュージアムソフト）
- 白竜5 支配者VS独裁者（2008年9月 GPミュージアムソフト）
- 白竜6 仁義の火群(ほむら)（2008年11月 GPミュージアムソフト）
- 白竜7 白竜暗殺計画（2009年10月 GPミュージアムソフト）
- 白竜8 六本木侵攻（2010年1月 GPミュージアムソフト）
- 白竜9 その女、亜利沙（2010年3月 GPミュージアムソフト）
- 白竜10 白竜VS.黒竜（2010年6月 GPミュージアムソフト）
- 白竜11 ヒットラーの息子（2012年 オールインエンタテインメント）

#### 出演
- 黒須組組長 →国会議員 黒須勘介：志賀勝
- 黒須組若頭 →黒須組組長代行 白川竜也(「通称：白竜」、有限会社白川企画代表取締役)：白竜
- 黒須組若頭補佐 →黒須組若頭 田代輝人：岸本祐二
- 黒須組幹部 →黒須組若頭補佐 佐田安啓二：國本鐘建
- 黒須組幹部 須賀健児：宮村優
- 黒須組組員 緑川二郎：松田一三
- 黒須組組員 茂山将太：吉田由一
- 黒須組組員 畠田利夫：中薗光博（3）
- 黒須組組員 大月勲：神英影（8）
- 黒須組幹部 中野孝道：koji（9）
- 上岡組組長 上岡基之：三夏紳（1）
- 上岡組舎弟頭 沢渡組組長 沢渡俊介(沢渡リサーチ社長)：成瀬正孝（1）
- 上岡組若頭 菊村俊介：藤タカシ（1）
- 上岡組若頭補佐 進藤一徹：松田優（1）
- 上岡組幹部 神崎政義：木村木（1）（※二役）
- 上岡組組員：森本武晴（1）
- 私立探偵 陣内洋之：岡崎礼（1・2）（※二役）
- 金津組幹部 野村光司：城春樹（1）
- 吉村証券社長 吉村勝利：野上正義（1・2）
- 天草空手道場 道場主 天草泰三：北村晃一（1）
- 谷岡開発社長 増沢義春：石山雄大（1）
- 麻雀客：木庭博光（1）（※二役）
- ヒットマン：真勝國之（2）
- 刑事 アラキ：清水冠助（3）
- 世界製薬 マルヤマ部長：本田清澄（3）
- 花屋：立花美優（4）
- 半グレグループのリーダー サメカワ：白川裕二郎（4）
- 衆議院議員 民事党議員 海野波彦：森富士夫（4）
- 衆議院議員海野波彦の秘書 七瀬奈津子：街田しおん（4）※友情出演
- 選対部長 マサキジュウゾウ(選挙のプロ)：吉田祐健（4）
- スーパー「ライオン」：岡田謙一郎（4）
- 渋谷中央署署長 神内一樹：山口祥行（5）
- ニノミヤ(売人の元締)：岡崎礼（5)（※二役）
- 福岡 二代目南州組若頭 広井精一：加納竜（6)（※二役）
- 福岡 二代目南洲組組員 中本新一：高原知秀（6）
- 福岡 二代目南洲組若頭補佐 赤石総互：永倉大輔（6）
- 福岡 二代目南洲組組員：白石朋也（6）
- アサミ(ホステス、二代目南洲組組員中本新一の姉)：坂上香織（6）
- 福岡 四代目淡海組組員：町田政則（6）
- 浜本組幹部 市田洋輔：倉見誠（6）
- 銀星会幹部 平林太一：三又又三（7）
- 銀星会幹部 中野孝道：Koji（7）
- 清流一家総長 船曳宗蔵：岡崎二朗（7・8）
- 清流一家代貸 堀内信之助：竹原慎二（7・8）
- 王道会理事長 剛野組組長 剛野一成：勝矢（7・8）
- 王道会幹部 青木竜也：河本タダオ（7・8）
- 黒須勘介の秘書：はるな愛（7）
- 王道会組員 ササキ：中澤達也（8）
- ヒットマン：嶋和貴（8）
- 七代目乙羽組組長 岸谷清一郎：及川次雄（8）
- 鷲中建設社長 鷲中繁三：殺陣剛太（9）
- 亜利沙：仁科仁美（9）
- 金原組組長 金原龍伍：伊丹幸雄（9）
- 金原組舎弟 熊川重成：木庭博光（9）（※二役）
- 金原組組員：森本武晴（9）
- センチュリーカンパニー社長 チャン・リー(香港の実業家、「通称・黒竜」)：川野太郎（10）
- センチュリーカンパニー社長秘書 豊・ロイ：倉見誠（10）
- 村尾建設営業総括部長 鬼島岩男：加納竜（10）（※二役）
- 広告会社 博通常務 松前毅郎：岡田謙（10）
- 鉄道整備支援機構 幹部 ヤマモトタカツネ：梅宮哲（10）
- 鉄道整備支援機構 国鉄清算事業部 契約担当課 コシナカ：工藤正也（10）
- 入札参加業者：ドクターHIRO（10）
- グラビアアイドル：相多愛（11）
- 成沢ヒデヨシ(成沢秀行の実子)：淳平（11）
- 民自党幹事長 成沢秀行：堀田真三（11）
- 成沢秀行の秘書：河本タダオ（11）（※二役）
- 王道会剛野組組員：木村木（11）（※二役）
- 警視庁 国際テロリズム課 警部 天宮祐樹：木村圭作（11）

#### スタッフ
- 監督：松生秀二（1・2,4-6） / 増野琢磨（3） / 旭正嗣（7-10） / 片岡修二（11）
- 製作：小林正人（GPミュージアムソフト）→及川次雄（コンセプトフィルム）
- 営業統括：小林正人（GPミュージアムソフト）→山田浩貴（GPミュージアムソフト）
- 原作：天王寺大、渡辺みちお（日本文芸社刊）
- 企画：山本ほうゆう・松田貢
- プロデューサー：山本芳久・横田雅道（1・2）崎本志穂・山本芳久（3・4）山本芳久（5・6,8・9・10）渋谷正一・山本芳久（7,11）
- ポストプロダクションプロデューサー：河中金美→横田雅道
- キャスティングプロデューサー：辰巳佳太（ケイズファクトリー）
- アソシエイトプロデューサー：池田大威（9・10） / 生田雅俊（11）
- 脚本：高田拓土彦（1・2） /霧島悠一（3-10） / 片岡修二（11）
- 音楽：岩田浩史
- 撮影：満井坦彦（J.S.C）（1・2,5-10） /佐藤和人（3・4） / 今泉尚亮（11）
- 照明：守利賢一（1・2） / 野田友行（3・4） / 笹川満（5・6） / 岩崎豊（7-10） / 大町昌路（11）
- 録音：沼田和夫（1-6,11） / 杉田信（7・8） / 廣木邦人（9・10）
- 美術：山本昭夫（1・2） / 池田大威（3・4） / 山本昭夫（5・6） / 大島正幸（7・8,10） / 千葉義則（9） / 中谷暢宏（11）
- メイク：片山昌子（1・2） / 酒井亜美（3・4） / 三沢友香（5・6） / 堀川なつみ（7・8） / 眞鍋知子（9・10） / 増田加奈（11）
- スチール：石川登栂子（1-6） / 大崎正浩（7-11）
- 制作協力：ウィザードピクチャーズ（1・2） / スタジオデコレーション（3-10）/ アスプロスドラーゴ（11）
- 制作：アルファ・ワークス（1-4） / メディア・ワークス（5-11）
- 製作：クリエイト21（1・2） / GPミュージアムソフト（3・4） / コンセプトフィルム（5-11）

### リリース
| タイトル                     | ジャケットコピー                                         | 発売日         |
| ---------------------------- | -------------------------------------------------------- | -------------- |
| 白竜 シノギの報酬Ⅰ           | 冷酷無比な、シノギの流儀──                               | 2006年11月25日 |
| 白竜 シノギの報酬Ⅱ           | 暗黒街、覇王伝説───                                      | 2007年1月25日  |
| 白竜3 非情のバトルロワイアル | やくざVS国家権力の壮絶なる抗争が始まる───                | 2007年3月25日  |
| 白竜4 赤絨毯の死闘           | 鬼謀の極道、白竜が政界の闇を撃ち抜く──                   | 2007年6月25日  |
| 白竜5 支配者VS独裁者         | 野獣の世界も人の世も同じ!!頂点に君臨するのは、只、一人!! | 2008年9月25日  |
| 白竜6 仁義の火群(ほむら)     | 一本独鈷を貫き通す!!これぞ、「白竜の流儀」               | 2008年11月25日 |
| 白竜7 白竜暗殺計画           | 沈着冷静───命が狙われても変わらない。                    | 2009年10月25日 |
| 白竜8 六本木侵攻             | 大きな組織すら手玉にとる───                              | 2010年1月25日  |
| 白竜9 その女、亜利沙         | 泰然・毅然そして冷徹──                                   | 2010年3月25日  |
| 白竜10 白竜VS.黒竜           | この闇世、飛翔し者こそ真竜(ほんもの)なり                 | 2010年6月25日  |
| 白竜11 ヒットラーの息子      | 此れが極道の帝王学なり!!                                 | 2012年6月25日  |